# Kloster Lamspringe

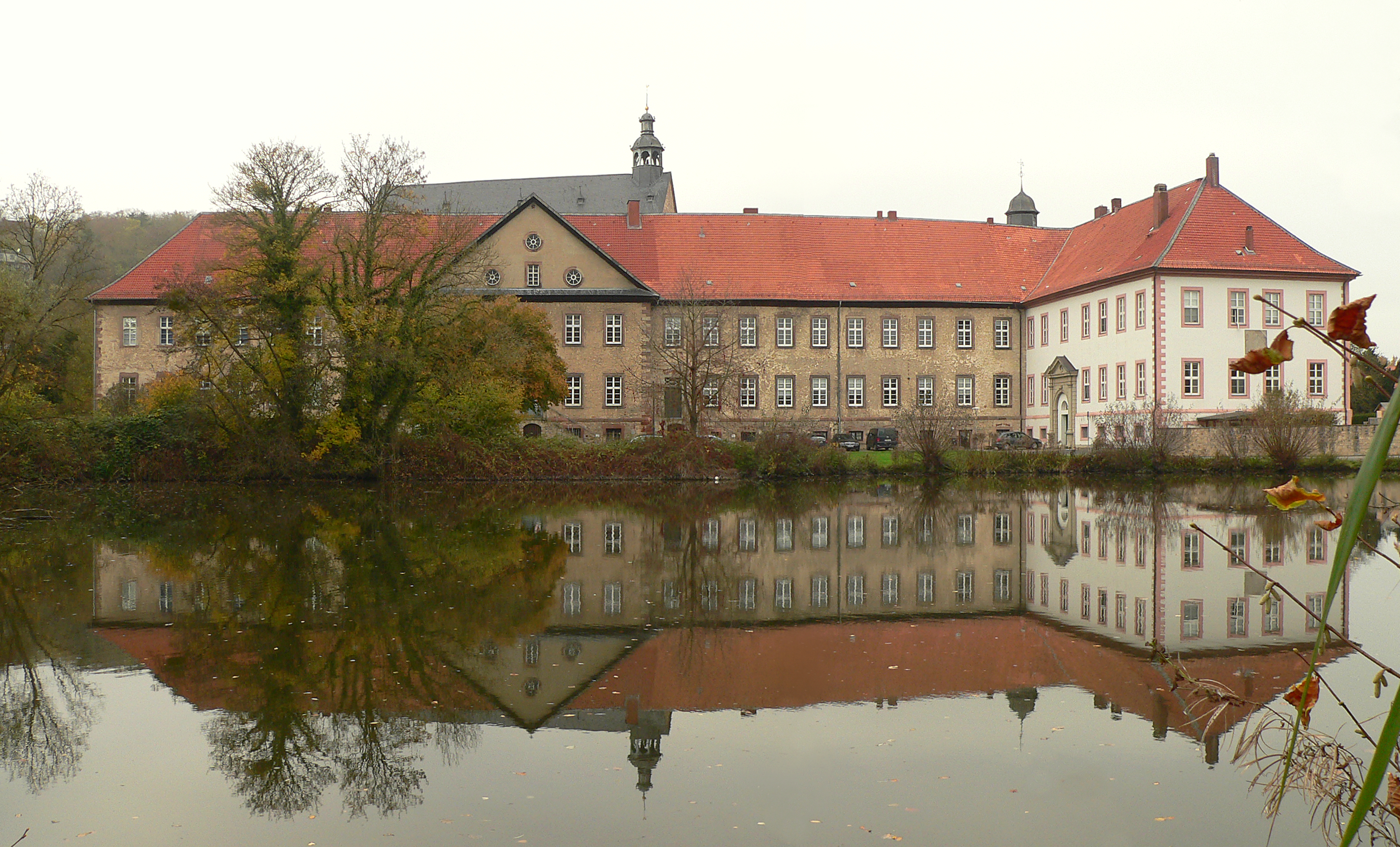
Klostergebäude mit Konventflügel mittig und Abteilflügel rechts, dahinter die Klosterkirche

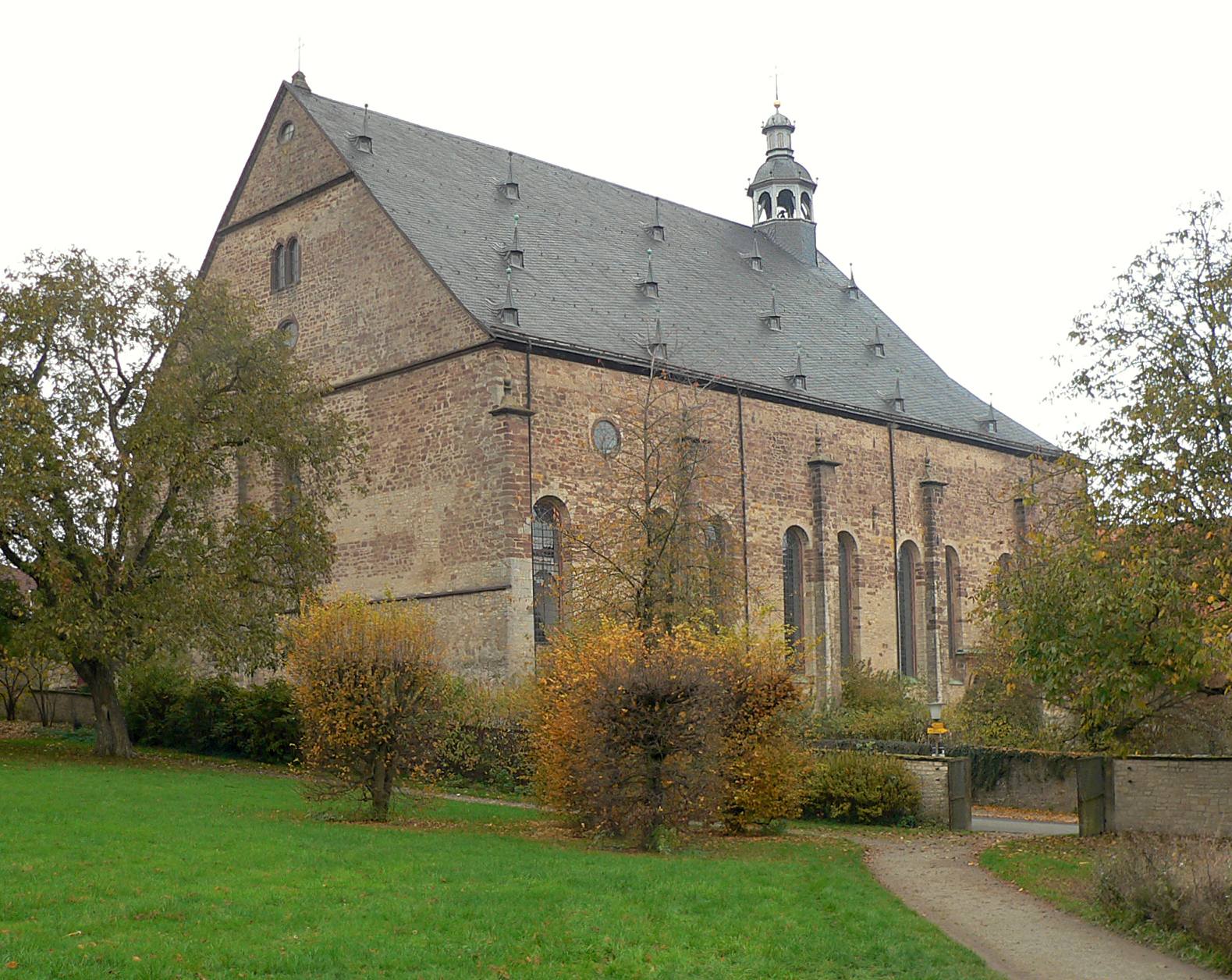
Klosterkirche „St. Hadrian und St. Dionysius“

Das ehemalige Kloster Lamspringe befindet sich in Lamspringe im Landkreis Hildesheim von Niedersachsen. Die Anlage geht auf ein im 9. Jahrhundert gegründetes Benediktinerinnenkloster zurück. Das mit reichlich Besitz ausgestattete Kloster war einst ein gut gehender Wirtschaftsbetrieb und das einzige englische Kloster auf deutschem Boden.

## Geschichte

### Gründung
Das Kloster Lamspringe wurde erstmals urkundlich 872 als Nonnenkloster erwähnt, dem Bischof Altfried von Hildesheim das Zehntrecht abtrat. Die Geschichte des Klosters wurde in einer Chronik anhand von etwa 200 Originalurkunden niedergeschrieben, die heute nicht mehr vorhanden sind. Verfasser der 1696 fertiggestellten und überlieferten Chronik in lateinischer Sprache war der englische Pater Johannes Townson, der im Kloster lebte.
Einer im 16. Jahrhundert gebildeten Gründungssage zufolge wurde das Kloster 847 als Frauenkloster in Lamspringe durch Graf Ricdag, ein sächsischer Adliger aus der Familie der Immedinger, und seiner Frau Imhildis an der Quelle der Lamme gegründet. Ihre einzige Tochter Ricburga wurde als erste Äbtissin eingesetzt. An der Gründung beteiligt war Bischof Altfried von Hildesheim, der Neffe des Stifters. Der Gründungssage nach unternahm das Stifterehepaar Ricdag eine Wallfahrt nach Rom und erhielt von Papst Sergius II. (844–847) die Gebeine des Märtyrers Hadrian.

### Entwicklung
Günstige Siedlungsvoraussetzungen für Ort und Kloster Lamspringe waren die Lage an einer alten Heer- und Handelsstraße sowie ein quellenreiches Gebiet. Das Kloster wurde bei der Gründung und auch in späteren Jahrhunderten mit Besitz durch Schenkungen ausgestattet, unter anderem 1169 durch Herzog Heinrich der Löwe. Im 12. Jahrhundert hatte das Kloster umfangreiche Einnahmequellen, denn zum klösterlichen Besitz gehörten etwa 300 Hufen Äcker und Waldungen, 10 Mühlen und Zehntrechte in 17 Orten sowie Kirchenrechte an vier Kirchen. Die Besitzungen reichten von Seesen bis nach Braunschweig und ins Schaumburger Land. Der Besitzschwerpunkt lag östlich von Lamspringe und im Ambergau. Das Kanonissenkloster erlebte im 12. und 13. Jahrhundert mit etwa 180 Nonnen seine Blütezeit. Es erwarb Besitzungen weit über die Grenzen der Region hinaus. Zu dieser Entwicklung trugen im Jahr 1190 Konrad von Westerhof und 1230 Graf Wedekind von Poppenburg bei, indem sie dem Kloster Güter in Elze übertrugen. 1178 bestätigte Bischof Adelog dem Kloster den Besitz und versprach seinen Beschützern den Beistand des Heiligen Dionysius. 1259 besaß das Kloster die meisten Siedlungen der Umgebung und erhielt die Vogteirechte. Bereits im 12. Jahrhundert verfügte das Kloster über ein Skriptorium. Dadurch entstand reich ausgestattete Bibliothek mit hochmittelalterlichen Handschriften, die Nonnen auf Pergament schrieben und kunstvoll ausschmückten. Die Codices waren in der Bibliothek gegen Diebstahl besonders gesichert.

### Iseshusen
Die bei Rhüden gelegene Siedlung Iseshusen spielte eine Rolle in der Besitztumspolitik des Klosters Lamspringe. Sie könnte ein Klostergut oder ein Vorwerk gewesen sein. Die Siedlung bestand etwa vom 12. bis zum 14. Jahrhundert und fiel dann wüst.

### Rückschläge

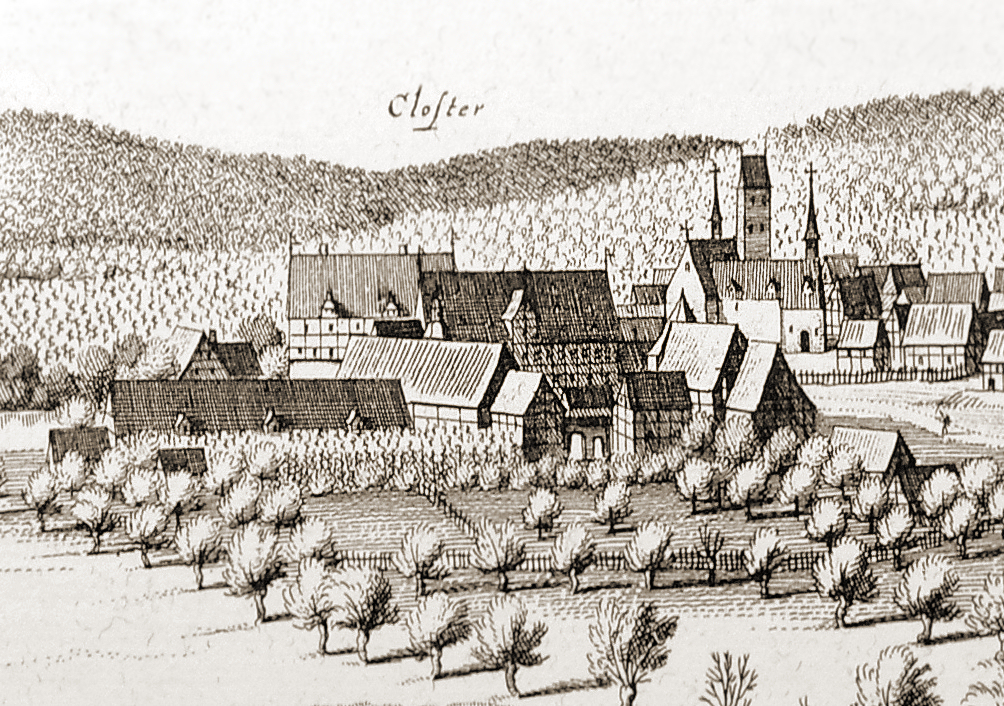
Merian-Stich der Klosteranlage um 1654

Die Ackerbürgerstadt Lamspringe verdankt ihre Entwicklung dem Kloster, das zahlreiche Arbeitskräfte als Tagelöhner, Knechte, Handwerker und Klosterdiener benötigte. Bis ins 14. Jahrhundert war Lamspringe das reichste Kloster des Bistums Hildesheim. Danach wurde die stetige Aufwärtsentwicklung von Ort und Kloster infolge der fehdereichen Herrschaft unter dem Hildesheimer Bischof Gerhard gebremst, da die Zehntabgaben und andere Einkünfte nicht mehr beim Kloster eingingen. Selbst Schenkungen adliger Familien konnten die wirtschaftliche Notlage des Klosters nicht abwenden. 1405 wurde das Kloster auf einen Bittbrief hin von König Ruprecht von königlichen Steuern, Zöllen und Kriegsdienstleistungen befreit.
Während der Hildesheimer Stiftsfehde zwischen dem Hochstift Hildesheim und dem Fürstentum Braunschweig-Wolfenbüttel wurden Lamspringe und das Kloster in den Jahren 1521 und 1522 niedergebrannt. Nach der Fehde gehörte der Ort durch den Quedlinburger Rezess von 1523 zum welfischen Herrschaftsbereich unter Heinrich der Jüngere. Im Schmalkaldischen Krieg kam es 1552 zu einem Überfall auf Lamspringe durch den Söldnerführer Vollrad von Mansfeld, dessen Landsknechte auch katholische Nonnen schändeten.
Mit seinem Regierungsantritt 1568 führte der Braunschweiger Herzog Julius in seinem Land die Reformation ein und wandelte das katholische Nonnenkloster in ein evangelisches Damenstift mit 19 dort lebenden Damen um. Grund dafür war die Erhaltung des Klosters als gut gehender Wirtschaftsbetrieb. Gleichzeitig ließ der Herzog im Jahr 1572 in einer Art Raubaktion wertvolle Kunstgegenstände und Handschriften sowie Bücher in seine Residenzstadt Wolfenbüttel abfahren. Die Wertgegenstände wurden eingeschmolzen und umgesetzt. 22 der wertvollsten Handschriften, darunter 16 Schriften aus der Zeit vor dem 13. Jahrhundert, haben sich bis heute in der Herzog August Bibliothek erhalten. 1616 lebten nur acht Stiftsdamen im Kloster, während das gesamte Personal in der Landwirtschaft, der Küche und auf dem Hof 74 Personen betrug. 1618 brach der Dreißigjährige Krieg aus, der Lamspringe hart traf. Nach der Schlacht bei Lutter am Barenberge 1626 plünderten Söldnertruppen den Ort und brannten erneut dutzende Häuser nieder. Nach dem Krieg befand sich die Klosteranlage in einem katastrophalen Zustand. Laut dem Visitationsbericht des ersten englischen Abtes Clemens Reyner von 1649 war der Pferdestall baufällig, das Brau- und das Backhaus waren zusammengestürzt, ein 66 m langes Schlafhaus war baufällig und der Schweinestall war abgebrannt. Auch die Klosterkirche mit ihrem Inventar war stark heruntergekommen und das Gebäude drohte einzustürzen.

### Neuanfang mit englischen Benediktinern

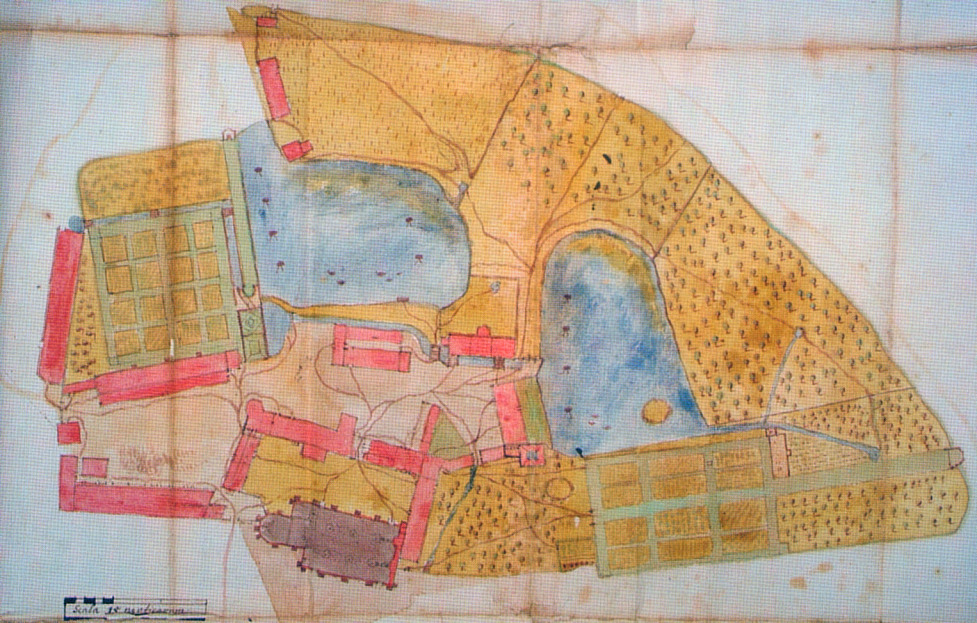
Gesüdeter Lageplan der Klosteranlage, um 1695

Nach dem Hildesheimer Hauptrezess von 1643 kam das seit 1568 protestantisch gewesene Kloster wieder an das Hochstift Hildesheim und wurde erneut katholisch. Der Hildesheimer Bischof hatte das Bestreben, katholische Stützpunkte in seinen evangelischen Landesteilen zu schaffen. Nach Vermittlung durch die Bursfelder Kongregation übergab er die Einrichtung an acht englische, schwarz gekleidete Mönche der Englischen Benediktinerkongregation. Sie waren wegen der Auflösung aller Klöster aus England vertrieben worden. Die Mönche zogen in die leerstehenden und verwahrlosten Klostergebäude ein. Unter den Schätzen, die sie mitbrachten, war der Albani-Psalter. Sie belebten die Einrichtung wirtschaftlich sowie geistlich und sorgten ab der Mitte des 17. Jahrhunderts für eine erneute Blütezeit. 
1670 begannen die Mönche mit dem Neubau der Kirche, da die alte nicht mehr hergestellt werden konnte. Baumeister der Kirche waren der Laienbruder Everhard Lambers aus dem Kloster Abdinghof bei Paderborn und Jobst Scheck aus Störmede, der auch Schloss Eringerfeld errichtet hatte. Sie konnten durch Vermittlung des Hildesheimer Domkapitulars Johann Gottfried von Hörde für den Kirchenbau geworben werden. Für das Bauvorhaben kamen Zuwendungen von weltlichen und geistlichen Stiftern. 1691 erfolgte nach 21-jähriger Bauzeit die Einweihung der dreischiffigen Hallenkirche „St. Hadrian und St. Dionysius“. Die Kirche wurde im Baustil der westfälischen Nachgotik errichtet. Sie war zu dem Zeitpunkt eine der größten katholischen Kirchen im heutigen Niedersachsen. 1693 erhielt sie eine Orgel von Andreas Schweimb.
Der englische Benediktiner und spätere Abt des Klosters Lamspringe Maurus Corker ließ 1683 die Gebeine seines Freundes Oliver Plunkett von England nach Lamspringe überführen. Plunkett war 1681 in England hingerichtet worden und gilt als Märtyrer des Katholizismus zur Zeit der Katholikenverfolgung unter Karl II.
1668 wurde im Kloster eine Erziehungsanstalt für männliche englische Zöglinge im Alter von 8 bis 17 Jahren eröffnet. Ihre Zahl betrug zwischen 10 und 45 Personen. Mönche unterrichteten sie in Theologie, Philosophie und im kanonischen Recht. Ihre Ausbildung schlossen sie mit der Priesterweihe ab. Aus dieser Zeit sind noch 55 Grabsteine von verstorbenen Mönchen und Studenten in der Kirche erhalten. Während des gesamten 18. Jahrhunderts war das Lamspringer Kloster Zentrum der Ausbildung katholischen geistlichen Nachwuchses für England und die britischen Inseln, da sich der Katholizismus dort zu dieser Zeit starker Unterdrückung ausgesetzt sah. 1751 wurde erstmals ein Deutscher in das Kloster aufgenommen.
1730 wurde mit dem Bau des heute vorhandenen Klostergebäudes mit einem Abtei- und einem Konventflügel begonnen, das damals als überdimensioniert galt. Ebenfalls in dieser Zeit entstanden die ausgedehnten Stallungen und Scheunen des Klostergutes in massiver Steinbauweise. Die Neubauten ersetzten die baufälligen Anlagen, die auf dem Merian-Stich von 1654 zu sehen sind.

### Benediktiner-Äbte
In den 160 Jahren zwischen 1643 und 1803 standen dem Kloster acht englische Äbte vor:
| Name:     | Clemens Reyner | Placidus Gascoigne | Joseph I. Sherwood | Maurus Corker | Maurus Knightley | Augustinus Tempest | Joseph II. Rokeby | Maurus Hetley |
| --------- | -------------- | ------------------ | ------------------ | ------------- | ---------------- | ------------------ | ----------------- | ------------- |
| Amtszeit: | 1643–1651      | 1652–1681          | 1681–1690          | 1690–1696     | 1697–1708        | 1708–1729          | 1730–1761         | 1761–1802     |
|           |                |                    |                    |               |                  |                    |                   |               |

### Glashütte
Rund 4 km östlich von Lamspringe an der Landesstraße L 466 nach Rhüden im heutigen Lamspringer Ortsteil Glashütte im Tal des Schlörbachs gründete das Kloster Lamspringe Ende des 18. Jahrhunderts eine Waldglashütte. Sie lag inmitten klösterlicher Wälder im weitläufigen Waldgebiet des Klosterforst Westerhof, der an den Höhenzug Heber angrenzt. Die Glasbläserei wurde schon bald
wegen Vermarktungschwierigkeiten geschlossen.
1792 nahm Johann Friedrich Stender aus Ziegenhagen den Betrieb wieder auf und gründete die Stendersche Glasfabrik. 1914 wurde die Hütte geschlossen.

### Säkularisation
Das Kloster wurde am 3. Januar 1803 im Rahmen der Säkularisation durch Preußen als erstes Kloster im Hochstift Hildesheim aufgelöst. Preußen hatte im Vorgriff auf den Reichsdeputationshauptschluss bereits 1802 Hildesheim besetzt und das Hochstift in Besitz genommen. Das Vermögen des Klosters, das dem Benediktinerorden und nicht den ortsansässigen Mönchen gehörte, wurde enteignet und dem Staatsvermögen zugeschlagen. Die 21 Mönche erhielten eine lebenslange Pension als Abfindung. Sieben Mönche verließen den Orden und blieben zum Teil in Lamspringe. 14 Mönche kehrten nach England zurück. Die Klosterschule und die Schüler wurden nach Ampleforth in England verlegt, wo das Ampleforth College als Nachfolgeeinrichtung entstand. In den 160 Jahren (1643–1803) der Anwesenheit der englischen Benediktinermönche im Kloster gab es acht englische Äbte mit Amtszeiten von bis zu 41 Jahren. 
Nach der Auflösung des Klosters 1803 blieb ein Teil der etwa 1100 Bücher umfassenden Bibliothek für die weiterhin im Kloster lebenden Mönche zunächst dort. Nach dem erfolglosen Versuch eines ehemaligen Mönchs aus Lamspringe, die restlichen Bücher 1821 nach England zu schmuggeln, kamen sie nach Hildesheim. 161 Bücher haben sich bis heute erhalten und befinden sich in mehreren Bibliotheken in Hildesheim und England.
Die Klosterkirche wurde 1803 der katholischen Gemeinde in Lamspringe zur Nutzung überlassen. Lamspringe gehörte bereits 1803 während der Säkularisation zu Preußen und war von 1807 bis 1813 Teil des französischen Königreichs Westphalen. Nach dem Wiener Kongress kamen der Ort und das ehemalige Kloster 1814 an das Königreich Hannover. 1818 wurde die Klosteranlage mit ihren Ländereien der Klosterkammer Hannover zugeteilt, die das Land seither verpachtet. 1998 gehörten zum Klostergut 262 Hektar landwirtschaftliche Fläche.

## Klosteranlage

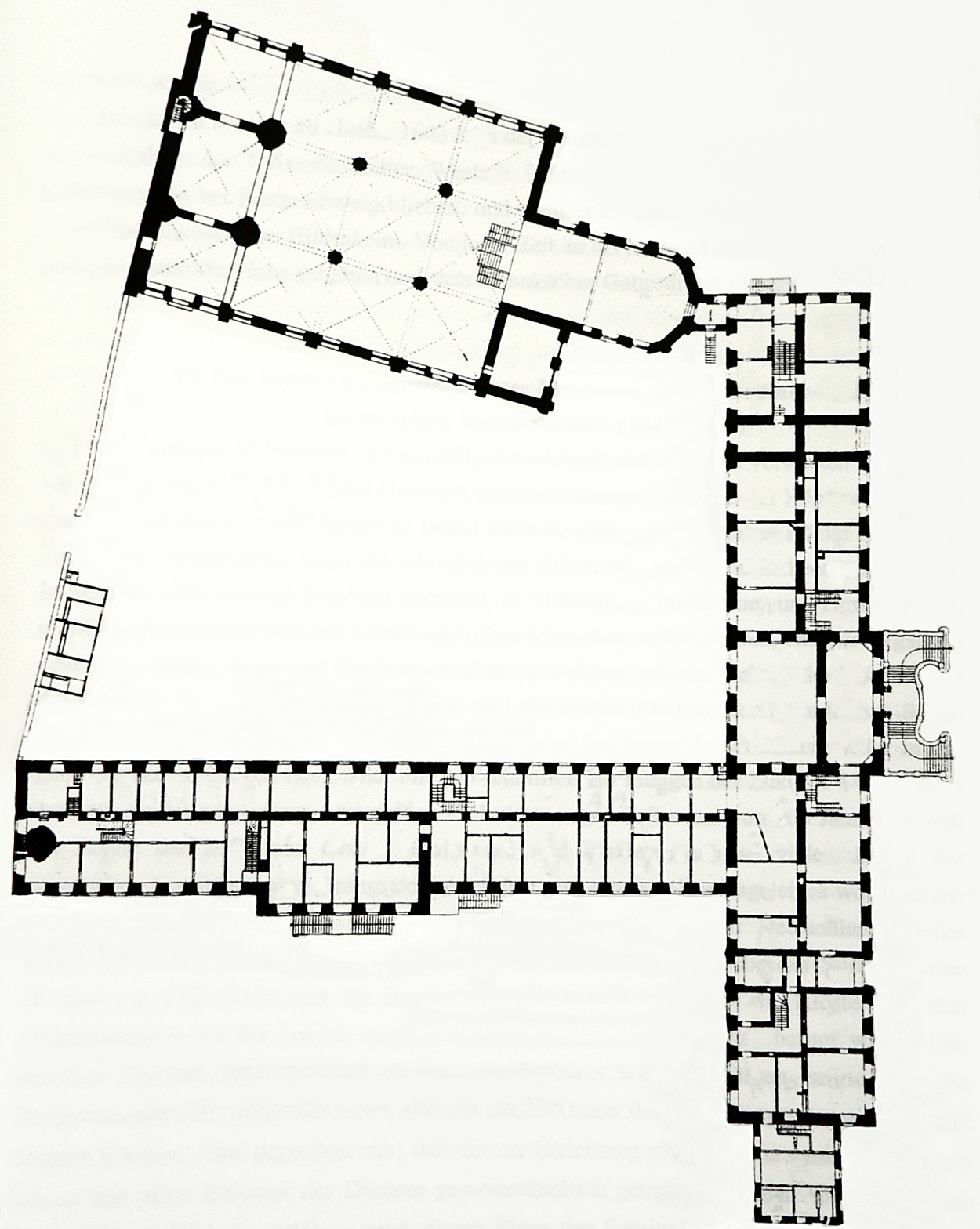
Plan von Klostergebäude und Klosterkirche, vermutlich 18. oder 19. Jahrhundert

Die frühere Klosteranlage besteht aus steinernen Gebäuden, deren Eigentümerin und Baulastträgerin heute die Klosterkammer Hannover ist. Dazu zählen vor allem die Klosterkirche „St. Hadrian und St. Dionysius“, das Abteigebäude und der östlich angrenzende Gutshof.

### Kirche

#### Architektur
Es handelt sich um eine 1685–1693 aus Bruchsteinen erbaute, einen gotischen Vorgängerbau ersetzende, innen verputzte, dreischiffige Hallenkirche mit 60 Meter Länge und 29 Meter Breite. Der Innenraum ist im Hauptschiff 18 Meter hoch. Die Pfeiler sind achteckig. Sie verfügt über Kreuzgrat- und Tonnengewölbe und hat eine Krypta. Der Chor hat einen polygonalen Schluss. Das schiefergedeckte Satteldach ist auf jeder Seite durch 14 Dachgauben mit Türmchen aufgelockert.

#### Ausstattung
Vollständig erhalten ist die reiche barocke Ausstattung der Kirche mit Heiligenfiguren und sieben Altären, darunter der Hochaltar, der 15 Meter hohe Rosenkranzaltar, der St. Benediktaltar, der Josephsaltar, der St. Katharinenaltar, der St. Dionysiusaltar und der St. Hadrinasaltar. Der St. Oliver Tischaltar wurde 1982 geweiht. Der Hochaltar als Hauptaltar und zwei weitere Altäre wurden von Johann Mauritz Gröninger geschaffen. Die meisten Schnitzarbeiten, darunter Chorgestühl und Kanzel, stammen aus der Werkstatt des Jobst Heinrich Lessen. In neuerer Zeit wurden Restaurierungen der Klosterkirche durchgeführt, u. a. von Christian Buhmann. Dabei stieß man auf kunstvolle Verzierungen aus dem 18. Jahrhundert, die im frühen 20. Jahrhundert übermalt worden waren. Trotz knapper Kassen entschied man sich, neben der kostspieligen Außenrenovierung auch für die komplette Restaurierung dieser Malereien. Die Wiederherstellung des Originalzustands ist eine Aufgabe für Jahrzehnte, wurde jedoch an den Chorschranken um 1960 und am vorderen linken Seitenaltar bereits durchgeführt. In der Klosterkirche befindet sich ein Reliquienschrein des 1681 hingerichteten Heiligen Oliver Plunkett, dessen Gebeine 1683 nach hier überführt wurden. Der Schrein mit einem Teil der Gebeine wird bis heute alljährlich mit Festgottesdienst und Prozession verehrt. Das Weihwasserbecken wurde in den 1710er Jahren von einem Laienbruder der Benediktiner in Stucco lustro-Technik künstlerisch gestaltet. Die heutige Orgel wurde 1876 vom Orgelbauunternehmen Philipp Furtwängler & Söhne errichtet, wobei das Gehäuse und 24 der heute 45 Register von der ursprünglichen Orgel übernommen wurden.

#### Ausmalung der Krypta
In den Jahren 1926 und 1927 malte der Künstler Alfred Ehrhardt auf Bitten des Pfarrers Friedrich Gatzemeyer 14 Gemälde an die Decke und die Wände der Krypta der ehemaligen Klosterkirche Lamspringe im Stil der Neuen Sachlichkeit. „Die figürlich-dekorativen Darstellungen zeigen Heiligenszenen aus der christlichen Ikonografie mit direktem Bezug auf die Klosterkirche: Szenen aus der Lebensgeschichte des Klostergründers Graf Ricdag und des Märtyrers Oliver Plunkett.“ Die Deckengemälde wurden 1938 als „entartete Kunst“ weiß übertüncht. Die Arbeiten gerieten in Vergessenheit, bis 2003 Ortshistoriker Axel C. Kronenberg alte Schwarzweiß-Fotografien vom Gandersheimer Fotografen Johannes Nissen (1881–1972) entdeckte. 2006 bis 2010 erfolgte eine aufwendige Freilegung durch Diplom-Restauratoren von sechs Deckengemälden. Die Finanzierung übernahm die Alfred-Ehrhardt-Stiftung.

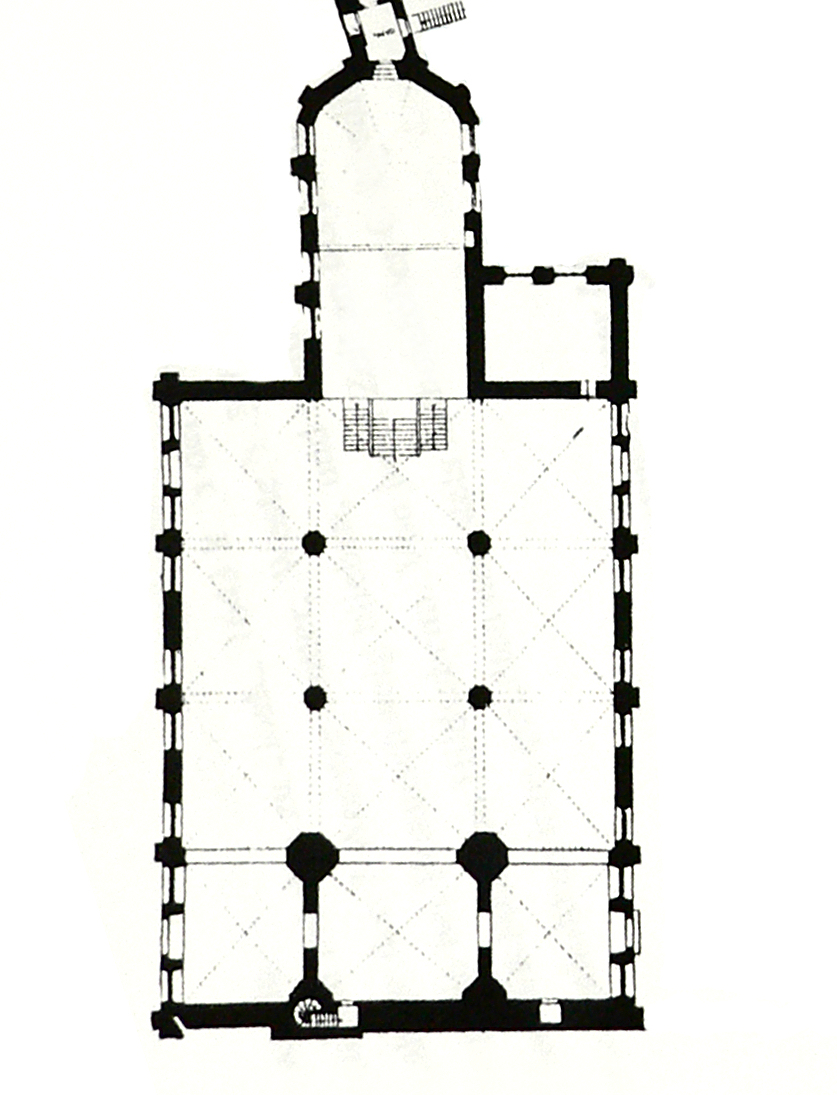
Grundriss der Kirche
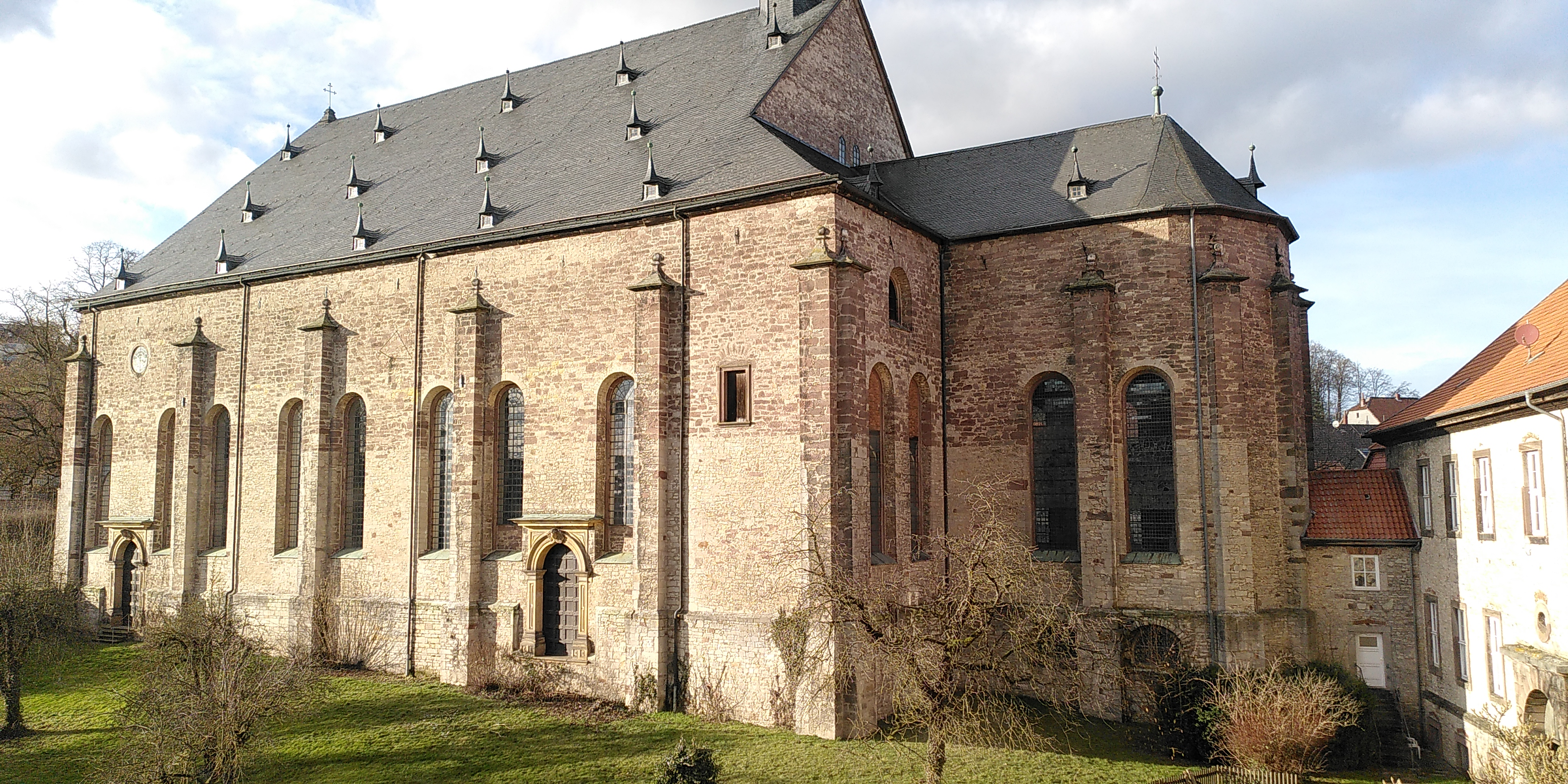
Klosterkirche Lamspringe, Ansicht von Süden (aus dem Konventflügel), 2023
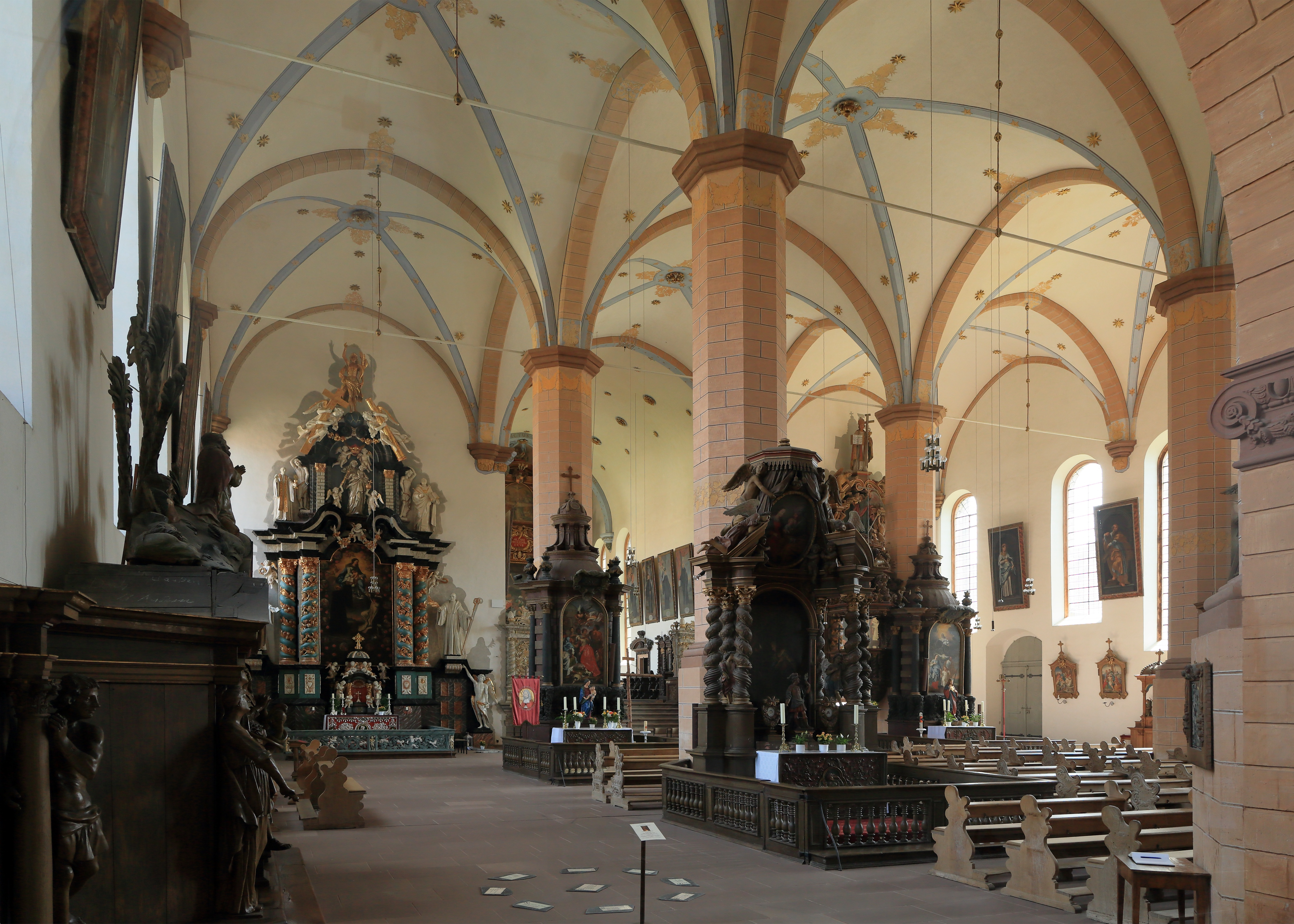
Innenraum der Klosterkirche, linkes Seitenschiff
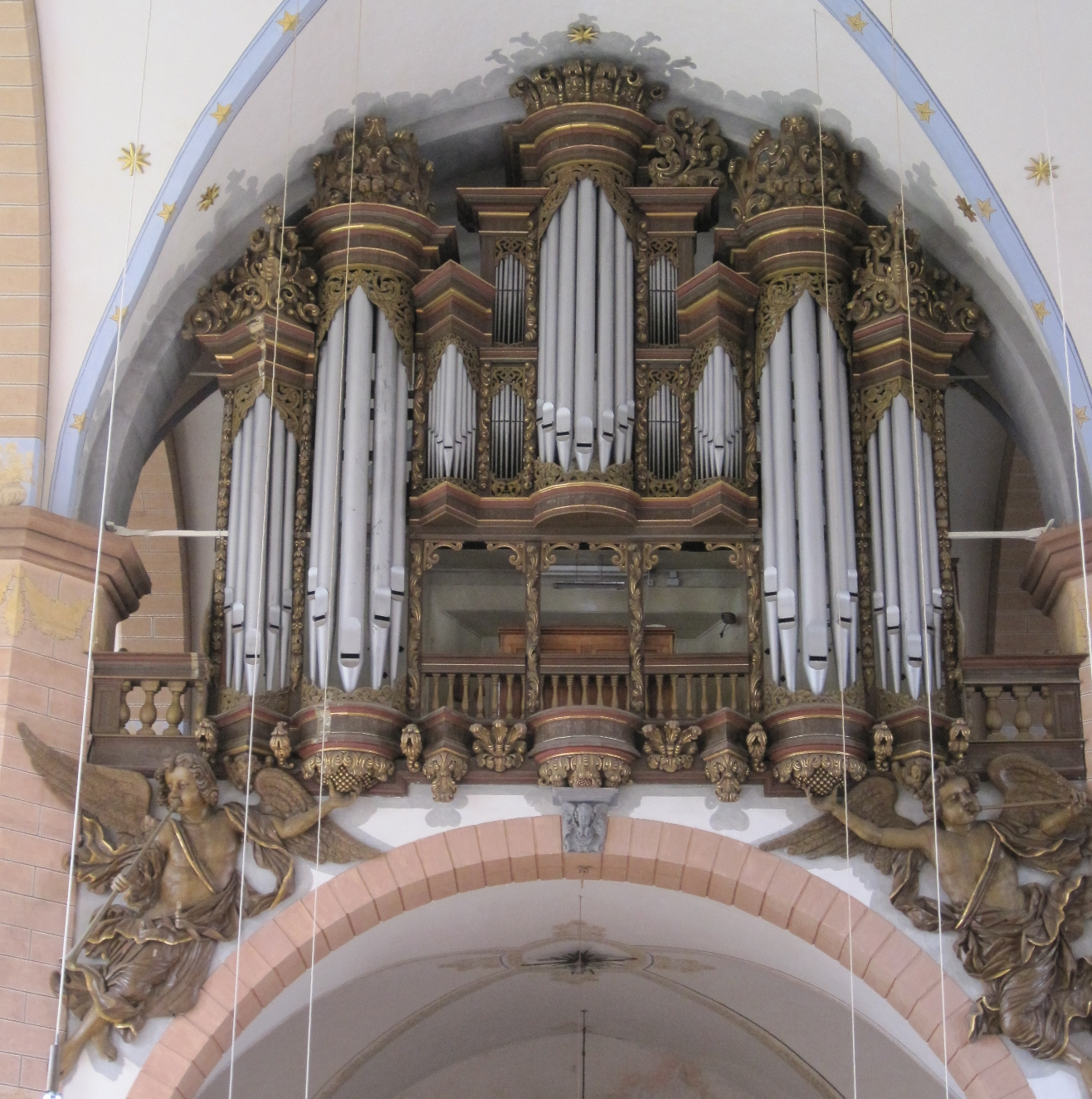
Orgelprospekt

### Klostergebäude
Die Vorgängerbauten der Klosteranlage wurden bis 1730 wegen Baufälligkeit abgerissen. Die einzigen bildlichen Darstellungen dieser Baulichkeiten liefern eine Ansicht von Lamspringe auf einem Merian-Stich um 1654 und ein Lageplan der Klosteranlage des im Kloster lebenden englischen Paters Johannes Townson von 1695. Nach dem Abriss wurde um 1730 mit dem Bau des zweigeschossigen Hauptgebäudes des Klosters im Stil des Barock begonnen. Für den Neubau konnten die vorhandenen Grundmauern nur teilweise genutzt werden, da er großzügiger ausfallen sollte. Das zweigeschossige Hauptgebäude des Klosters entstand als zweiflüglige Anlage mit einem in den 1730er Jahren erbauten Abteiflügel und einem bis 1750 rechtwinklig angebauten Konventflügel. Ein geplanter dritter Gebäudeflügel, der auf Architekturplänen dargestellt ist, wurde nicht realisiert. Das Steinmaterial stammte aus Steinbrüchen des nahe gelegenen Hebers und des Söhrberges. Der Abteiflügel wurde ein schlossartiger Bau von 90 Meter Länge mit einer geschwungenen Freitreppe, die zu einer Eingangshalle führt. In den Ecken des als Erdteilhalle bezeichneten Vorraums stehen vier allegorische Figuren für die damals bekannten Erdteile Afrika, Amerika, Asien, und Europa. Im mittleren Gebäudeteil befanden sich festliche und repräsentative Räume sowie die Arbeitsräume des Abtes. Erhalten haben sich der große Abtsaal, das 12-Monatszimmer mit bemalten Wandbespannung aus dem Jahresablauf und das Refektorium mit bemalter Wandbespannung von ländlichen Szenen. Der rechtwinklig an den Abteiflügel angebaute Konventflügel von 75 Meter Länge diente den Mönchen bzw. den theologischen Schülern aus England als Wohnraum. 
Der Konventflügel des seit 1818 im Besitz der Klosterkammer Hannover stehenden Klosters wird seither hauptsächlich als Sitz von Verwaltungseinrichtungen genutzt. 
Ab 1828 hatte das Amt Bilderlahe seinen Sitz im Konventflügel, das 1852 in das Amt Lamspringe umbenannt wurde. Nach dessen Aufhebung 1859 befand sich eine Einrichtung der freiwilligen Gerichtsbarkeit bis in die 1920er Jahre im Gebäude. Ein Teil der Räume wurde für Wohnzwecke genutzt. Heute hat die Gemeindeverwaltung von Lamspringe ihren Sitz im Konventflügel. Seit 2019 finden darin umfangreiche Sanierungsarbeiten statt. Ein Bauabschnitt wurde mit dem Wiedereinzug der Gemeindeverwaltung Anfang 2023 abgeschlossen. Weitere Sanierungsarbeiten folgen am Mittelrisalit, dem mittleren Teil des Konventsflügels.
Im Zuge der Sanierung führten das Niedersächsische Landesamt für Denkmalpflege und die Klosterkammer Hannover ab 2020 baubegleitend kleinflächige archäologische Untersuchungen auf dem früheren Klostergelände durch. Dabei stießen die Archäologen auf einen mit Kalksteinen gemauerten, noch intakten Abwasserkanal der um 1730 entstandenen barocken Anlage. Die Grabungen galten insbesondere der Suche nach mittelalterlichen Überresten aus der Gründungszeit des Klosters. Gefunden wurden zwei mutmaßlich spätmittelalterliche Mauerzüge von einer Vorgängeranlage des barocken Klosters und Scherben von zwei mittelalterlichen Kugeltöpfen älterer Machart.

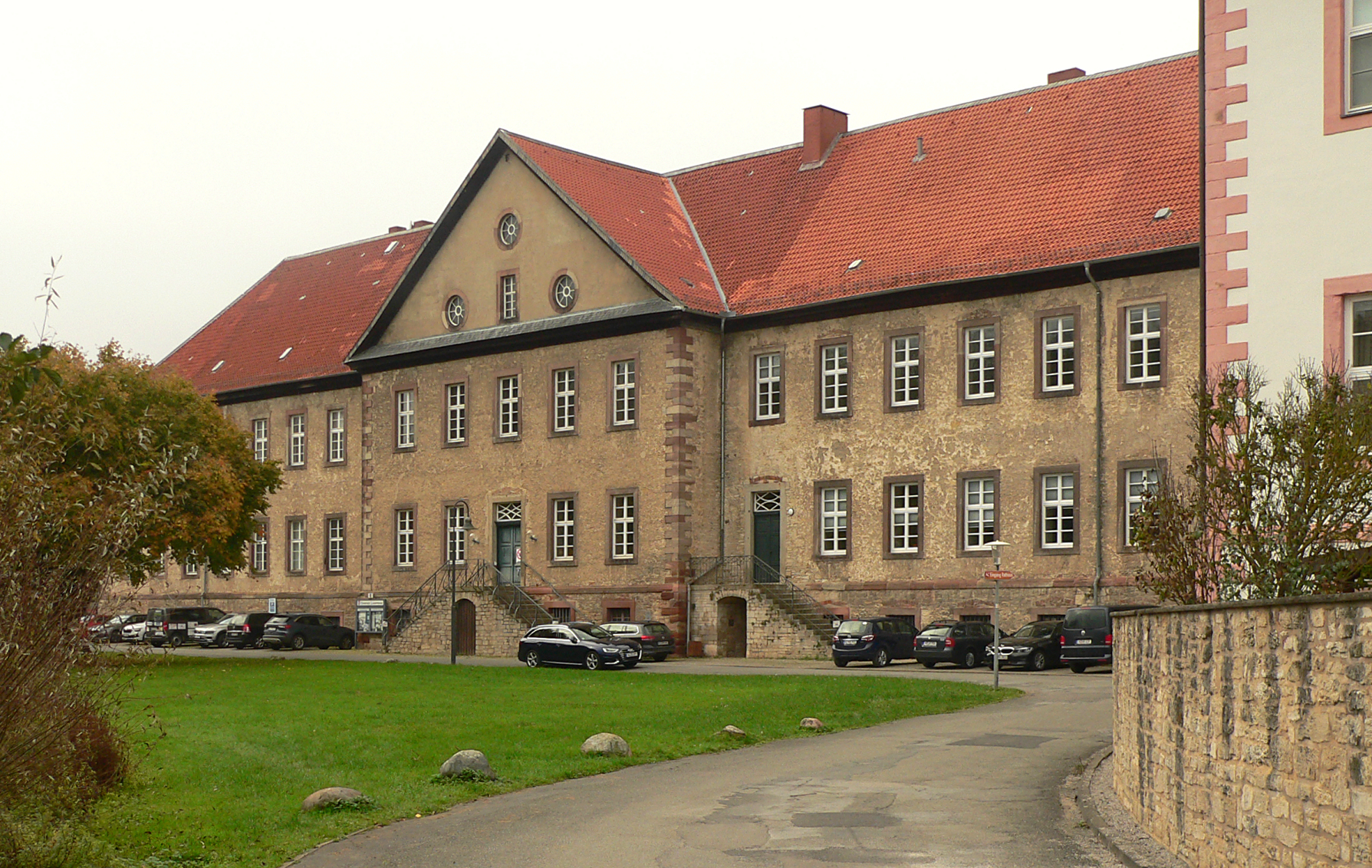
Konventflügel
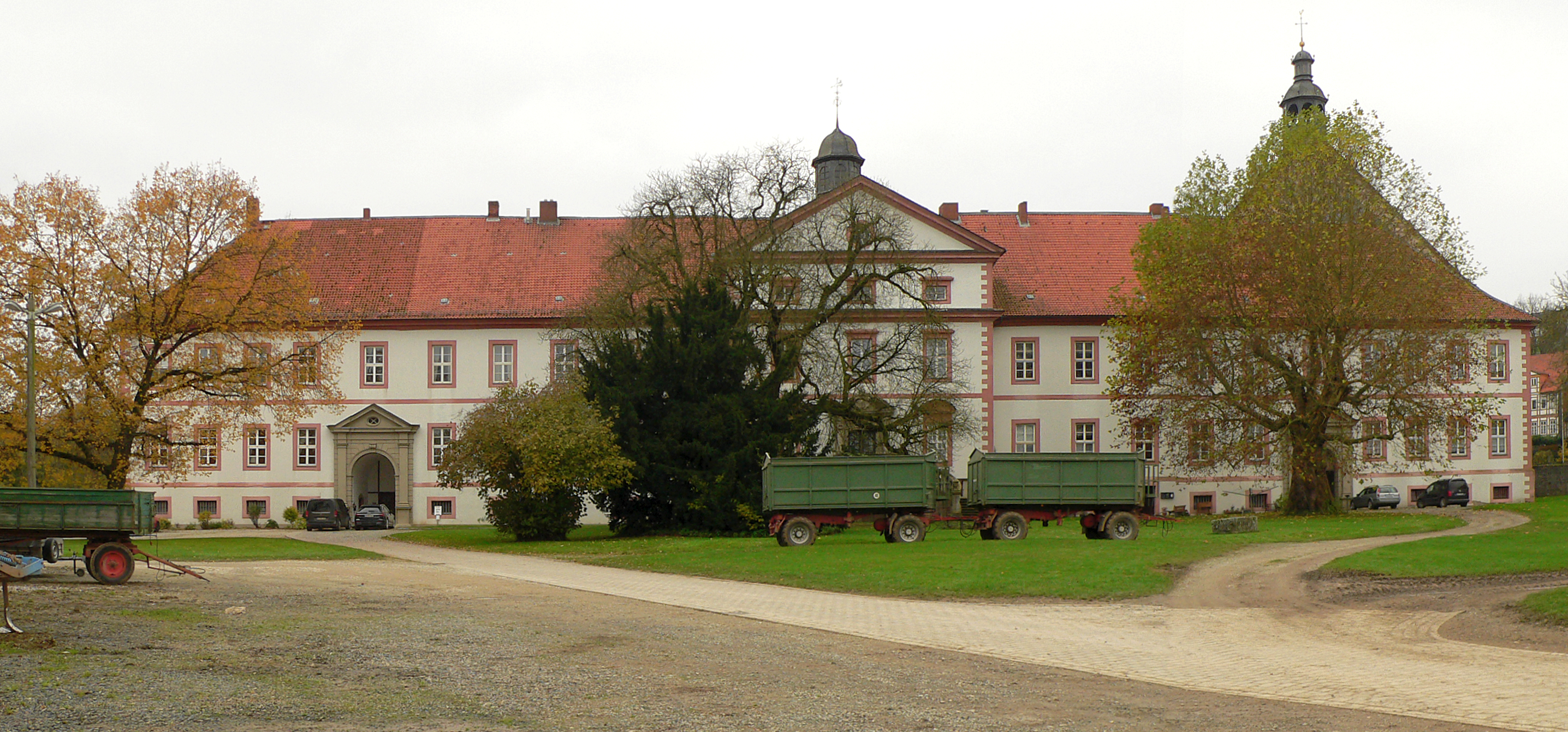
Abteiflügel
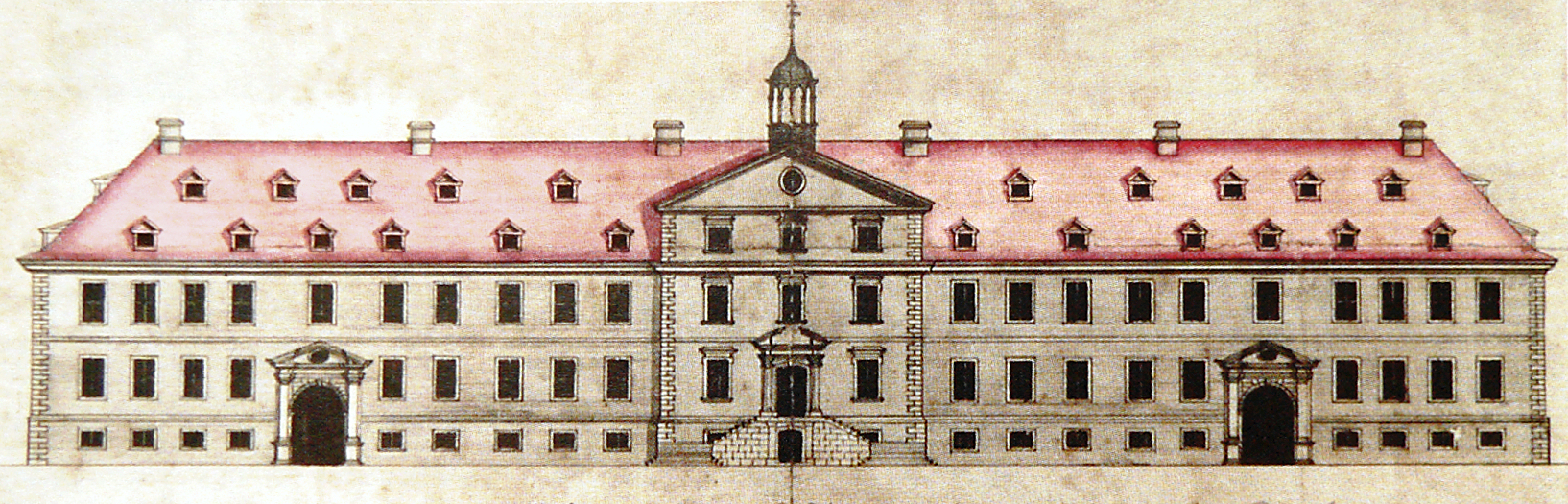
Entwurfsplan des Abteiflügels, um 1730
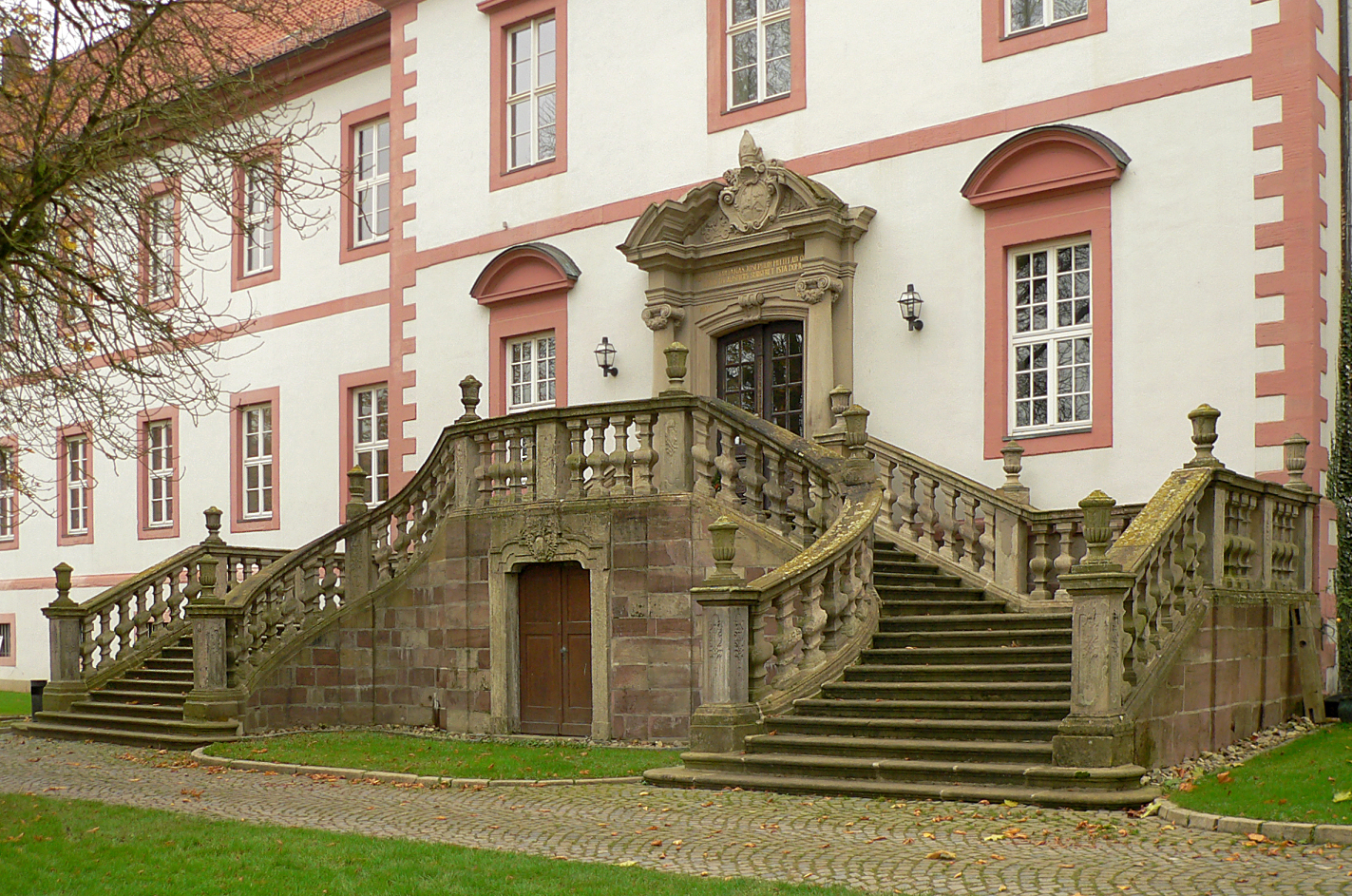
Freitreppe des Abteiflügels

### Klostergut
Die um 1730 bis 1750 in Stein erbauten Wirtschaftsgebäude des ausgedehnten Klosterguts mit Stallungen und Scheunen sind verpachtet. Auf dem Gutshofgelände steht vor dem Abteiflügel eine etwa 300 Jahre alte Platane von fast 20 Meter Höhe, die ein Naturdenkmal ist.

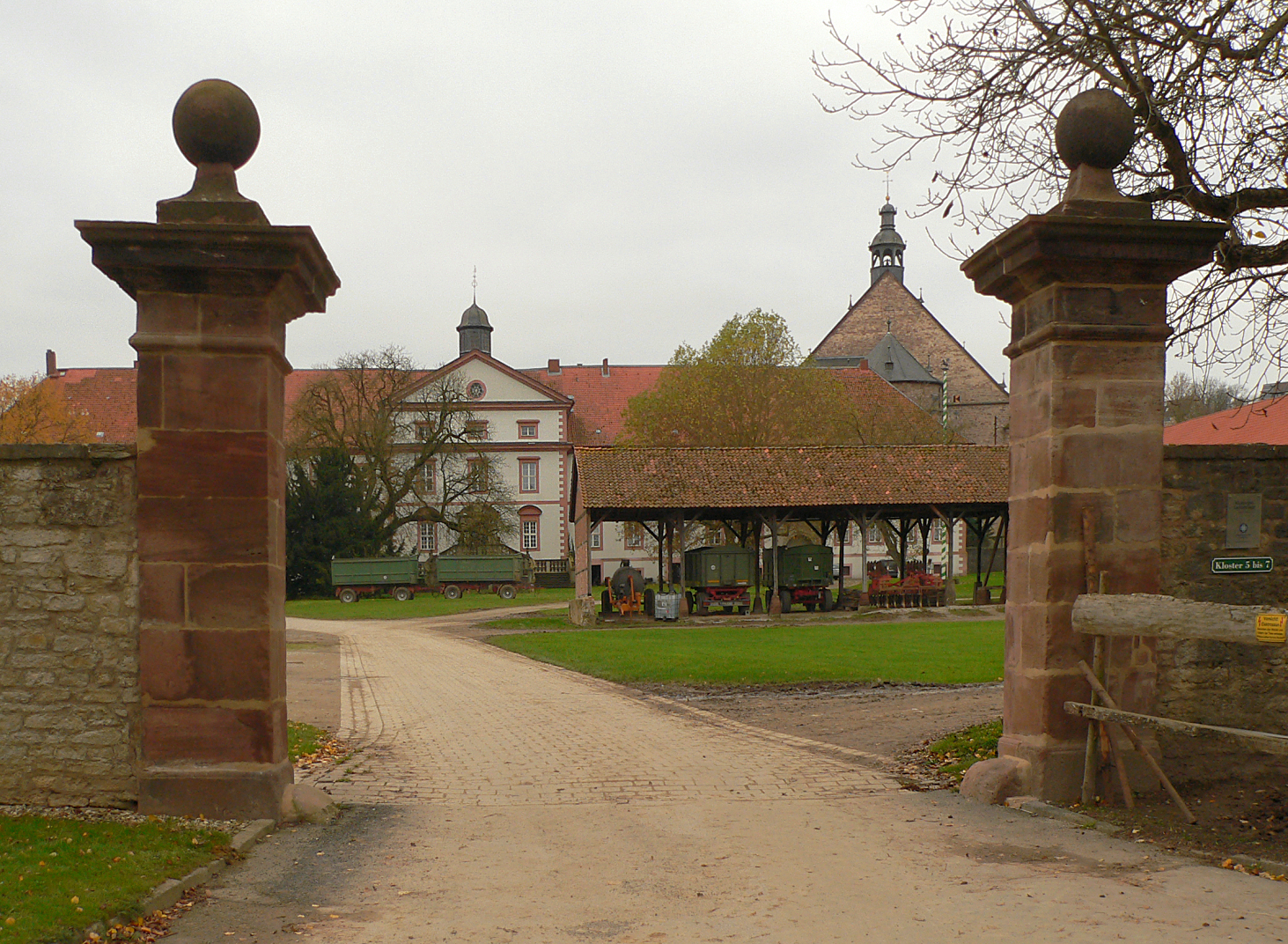
Hofeinfahrt zum Klostergut und zum Abteiflügel
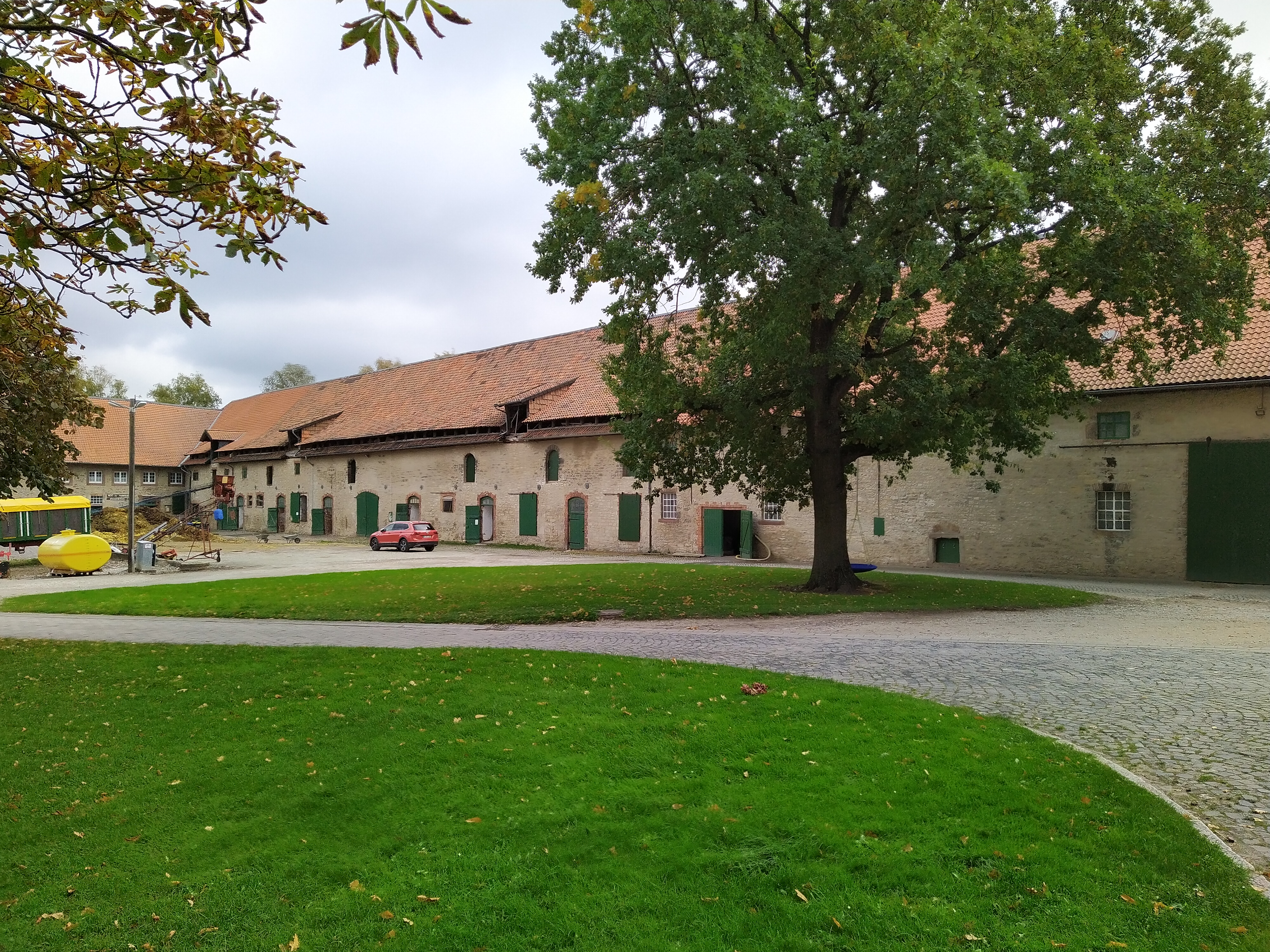
Wirtschaftsgebäude des Klosterguts
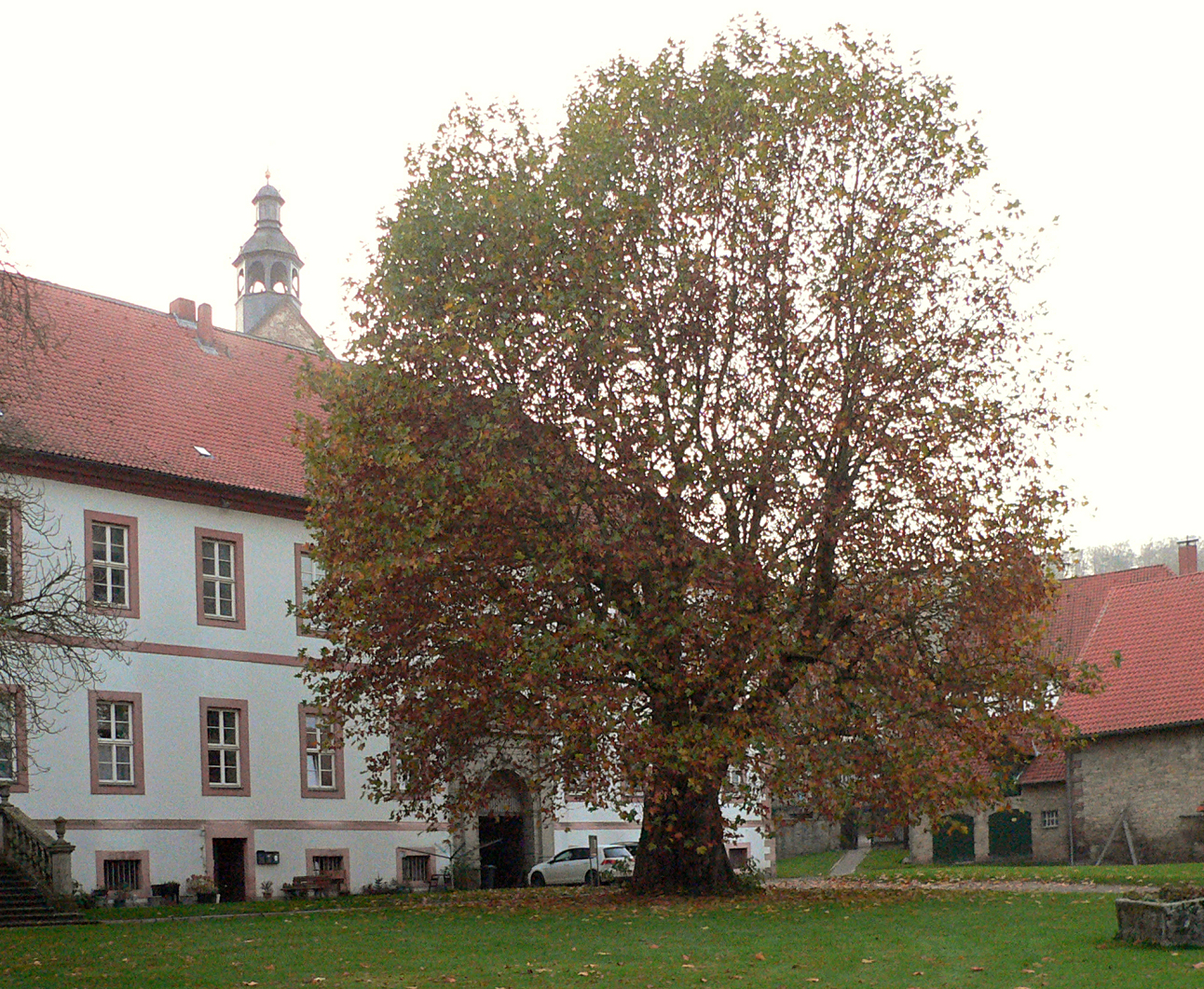
Naturdenkmal Platane vor dem Abteiflügel
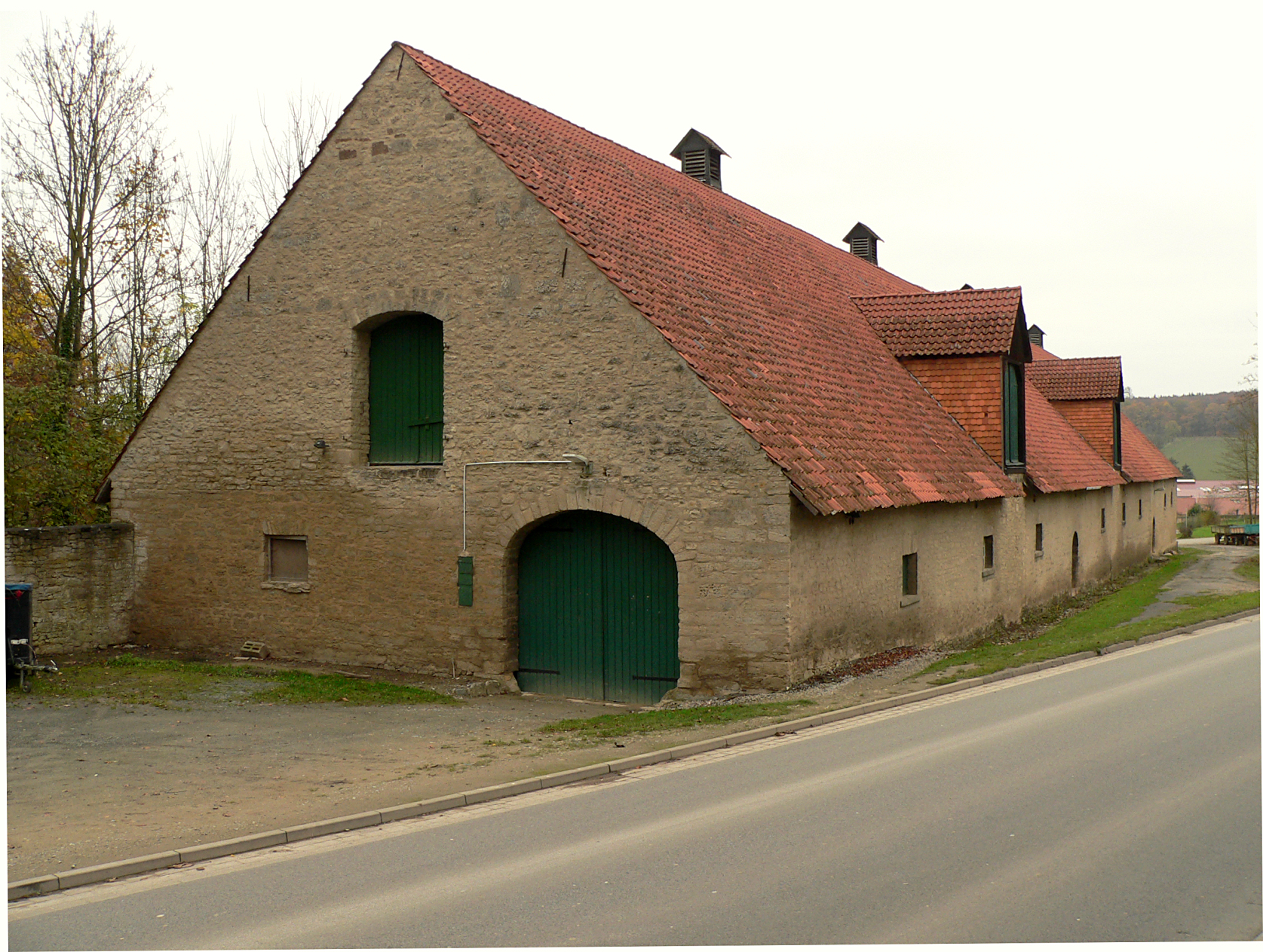
Früherer Schafstall

### Klostergarten
Die heutige Parkanlage am Kloster war ein im 18. Jahrhundert mit einer Mauer eingefriedeter Klostergarten (später „Amtsgarten“), in dem Gemüse angebaut wurde. Darin befinden sich die Quellgrotte der Lammequelle, die abgedeckte Kreuzquelle und der Backhausteich sowie der Meiereiteich. Die Klostermühle im Park wurde an derselben Stelle im 18. Jahrhundert als Fachwerkbau neu errichtet. Der 5,5 ha große Klostergarten ist seit 1965 eine öffentliche Parkanlage mit der Bezeichnung Bürgerpark. Bei einem Bildhauersymposium im Jahr 1984 wurden einige moderne Skulpturen im Park aufgestellt. 1993 wurde die Klostermühle zum Wohnraum für Stipendiaten umgebaut und heute befindet sich darin das Lamspringer Tourismusbüro. Das funktionslose Mühlrad wird durch das Wasser der Lamme- und Kreuzquelle angetrieben.

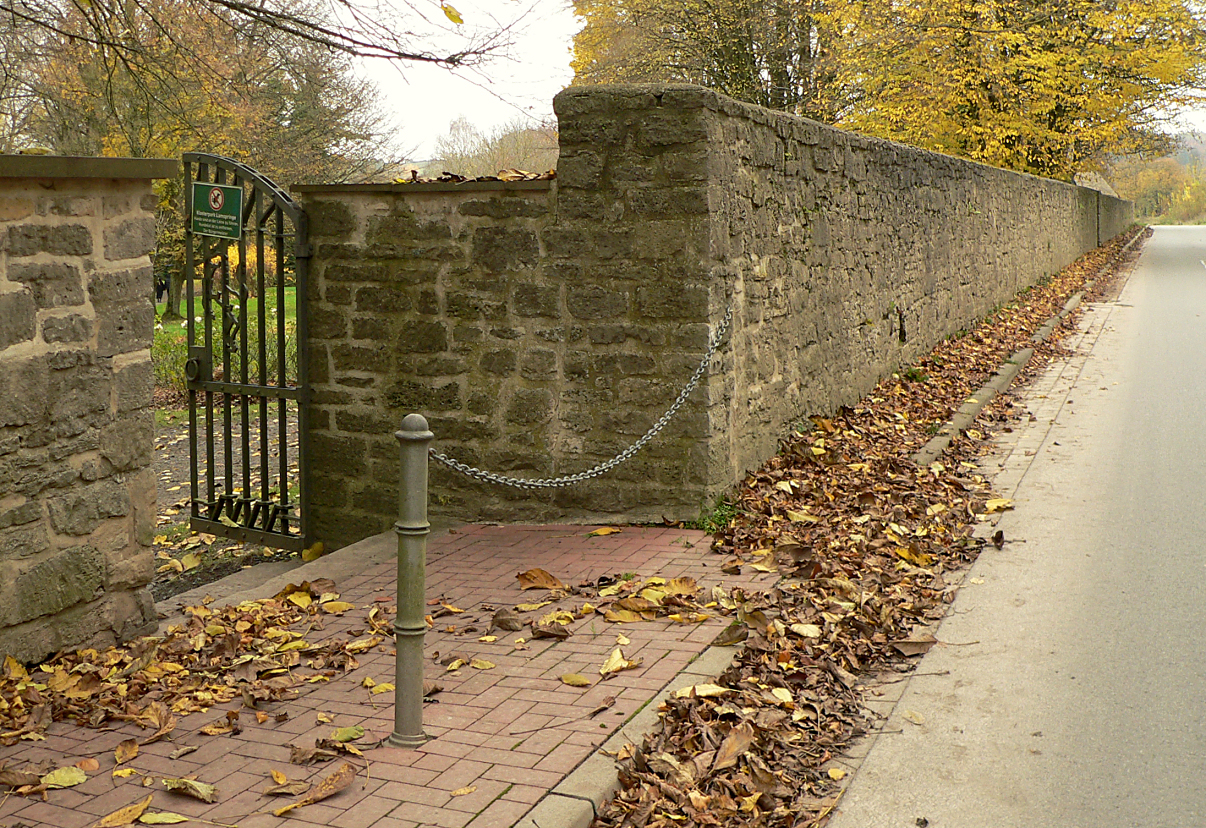
Die denkmalgeschützte Klostermauer, die den Park umgibt
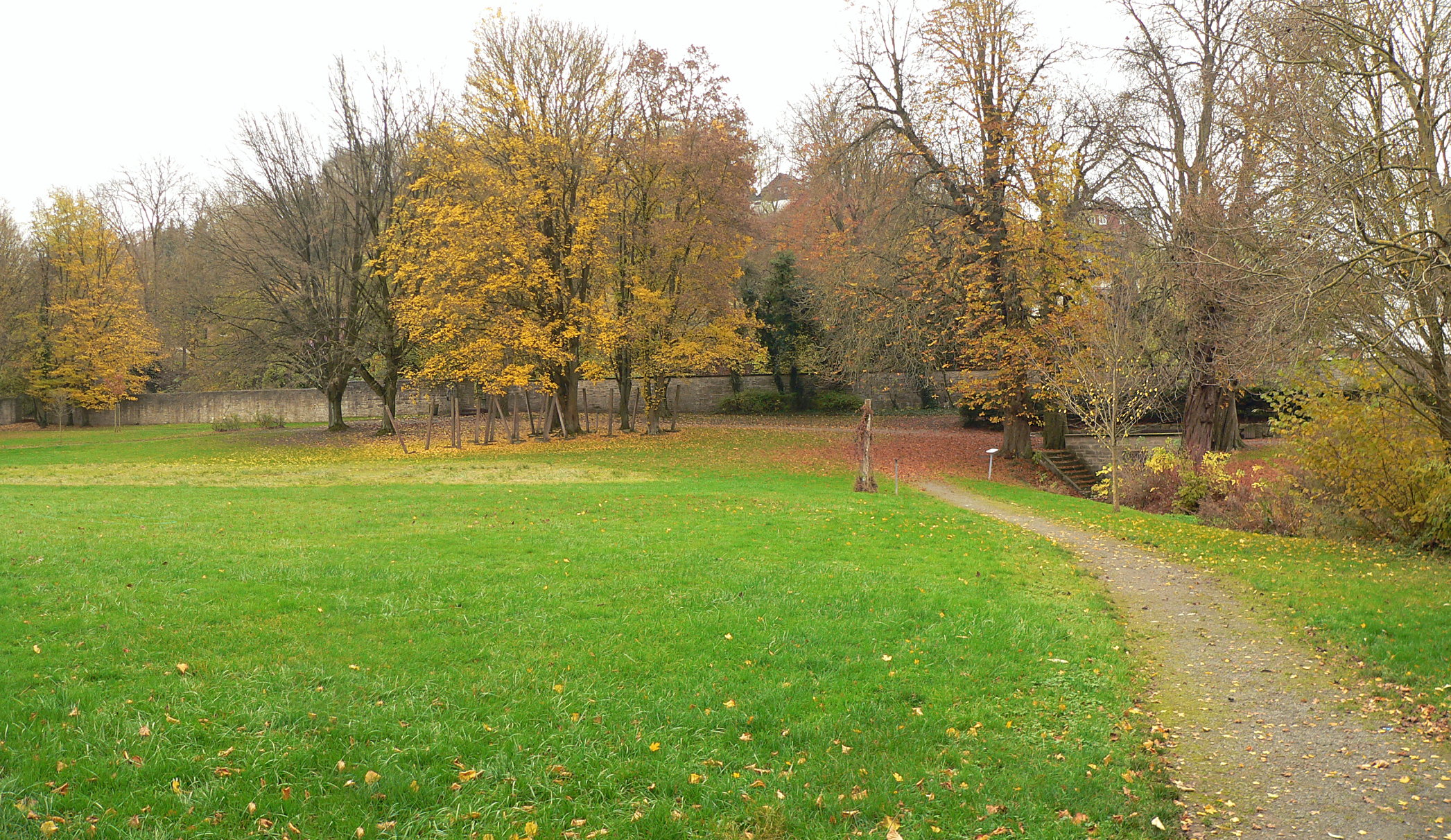
Blick in den Park
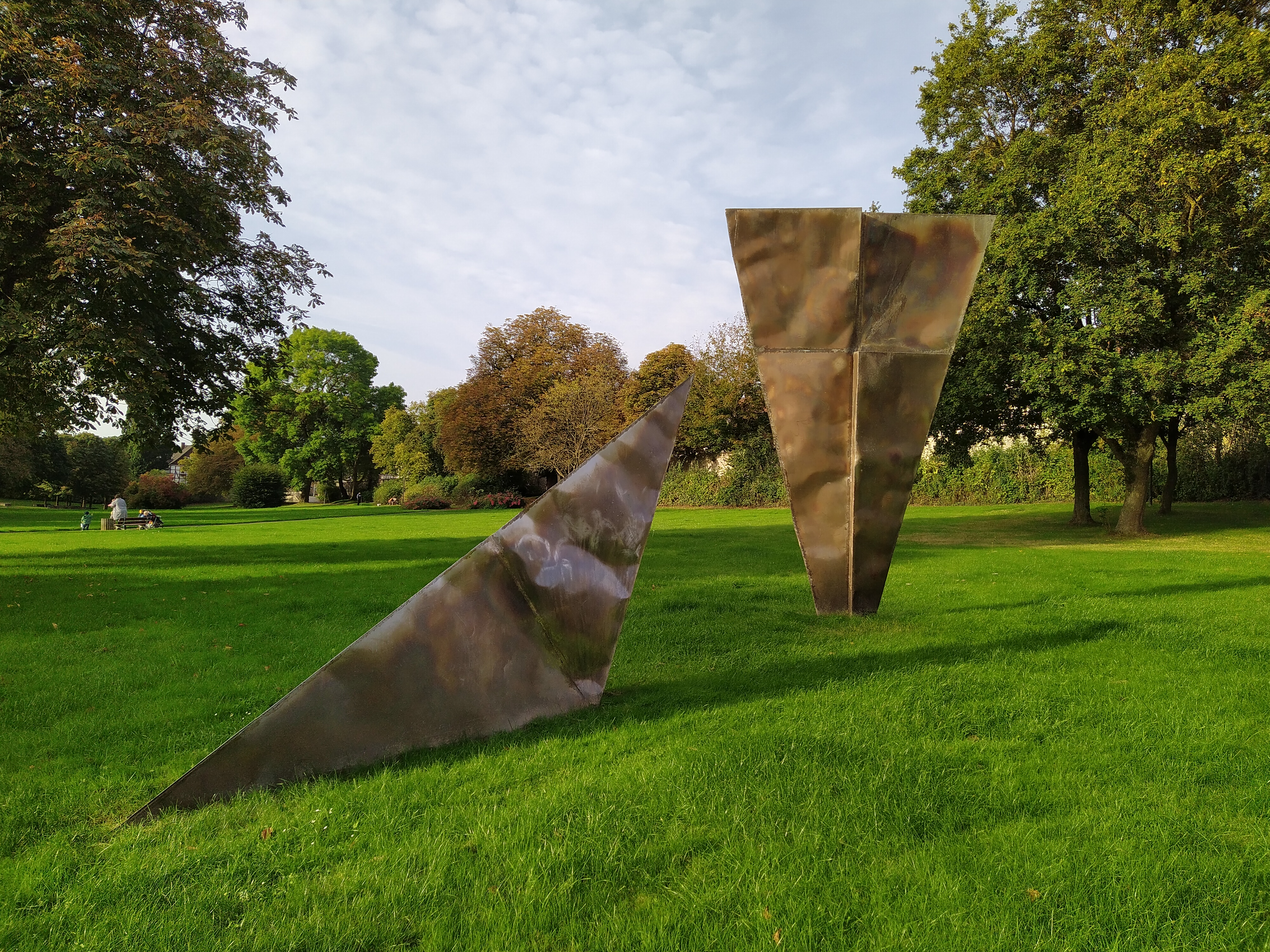
Skulptur im Park
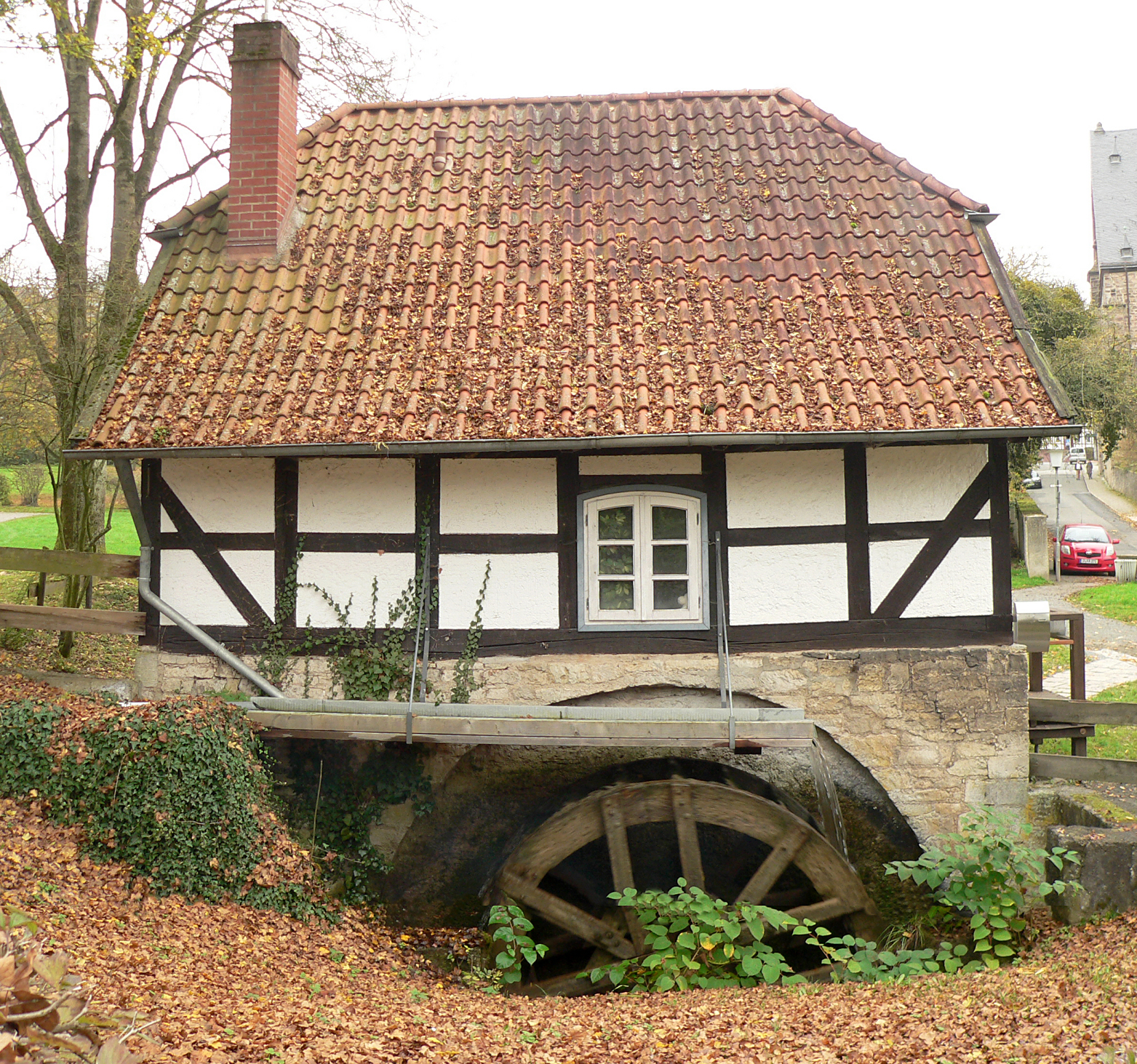
Frühere Klostermühle im Park, heute Tourismusbüro
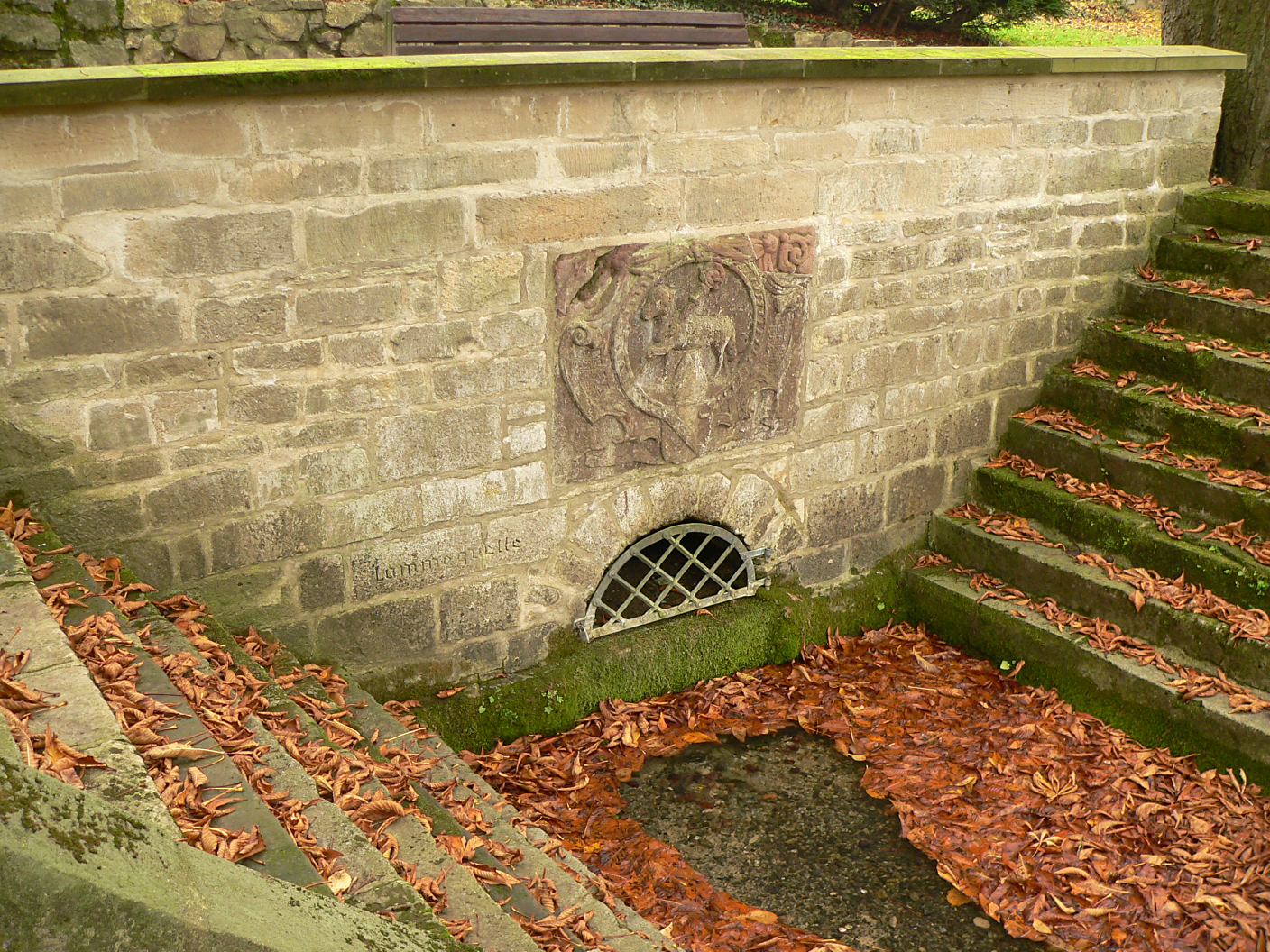
Lammequelle
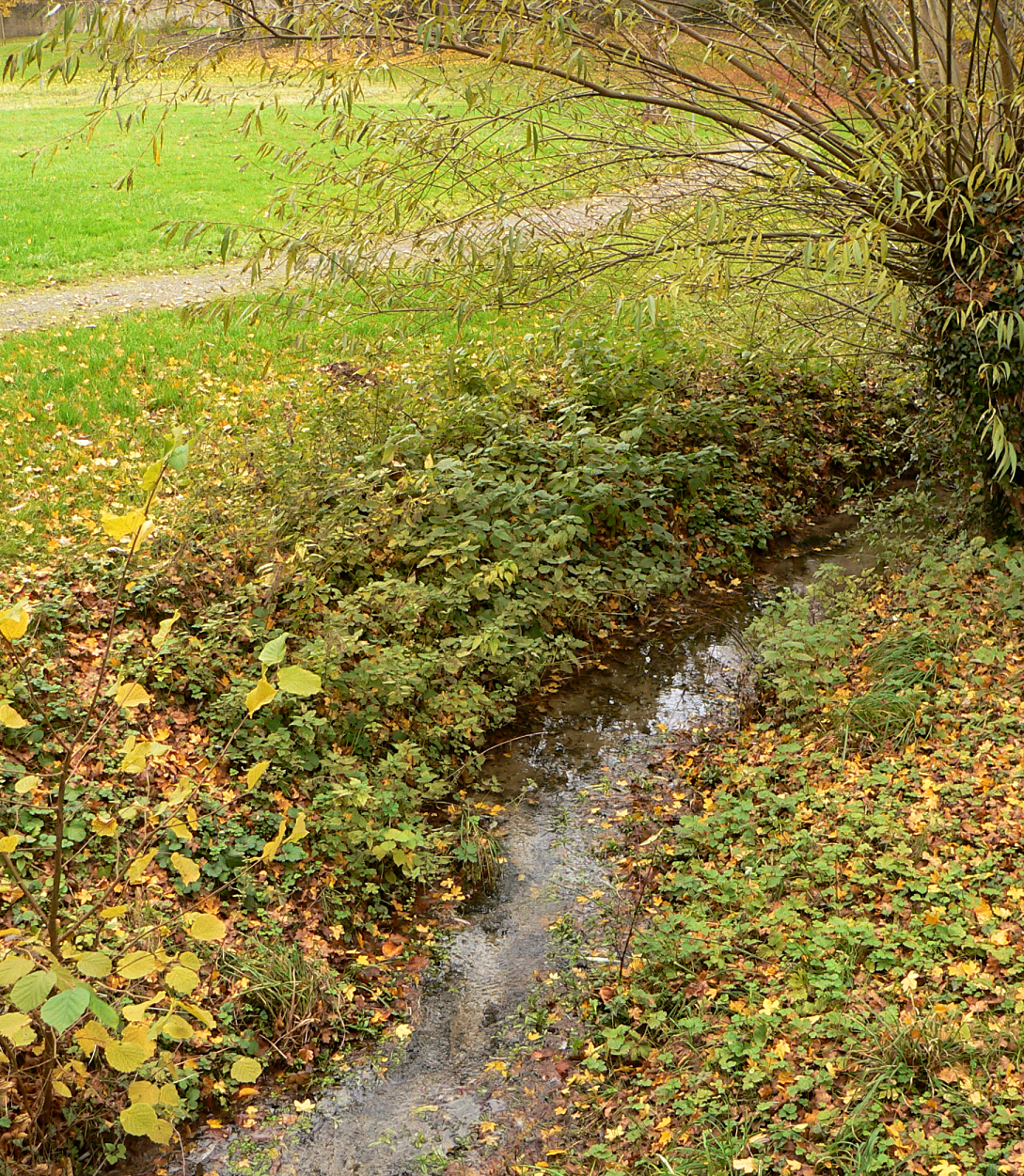
Die Lamme im Park
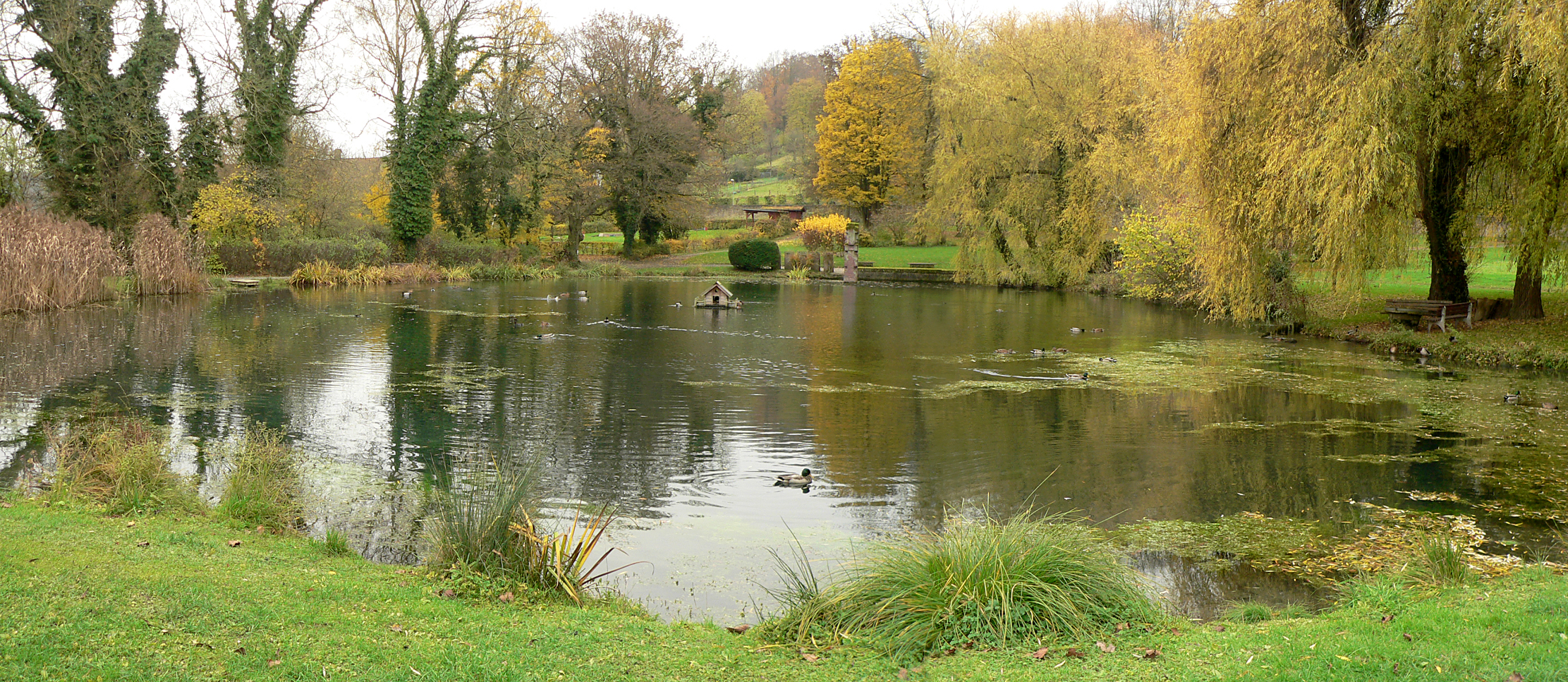
Teich im Park
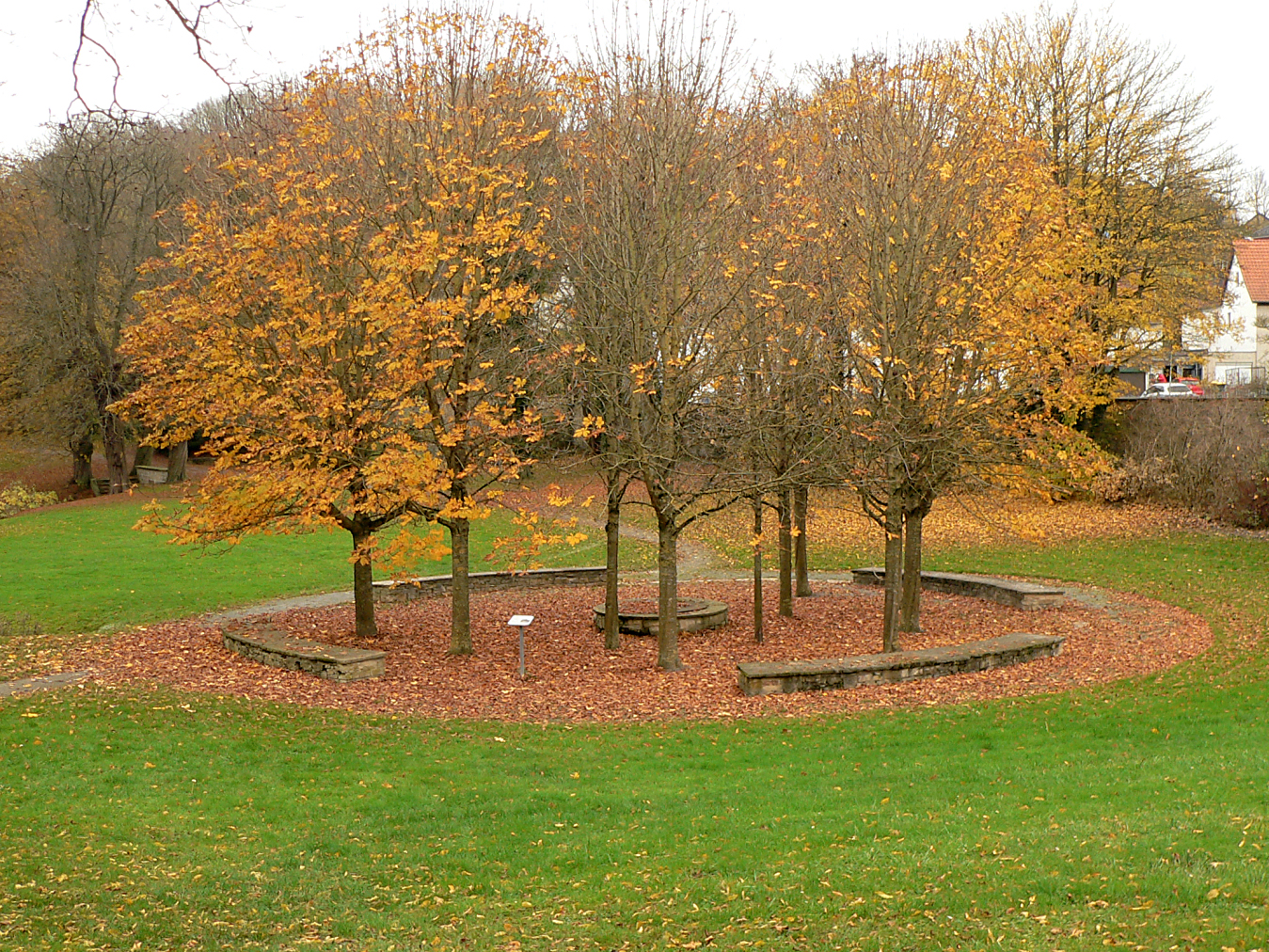
Die abgedeckte Kreuzquelle

## Veranstaltungen

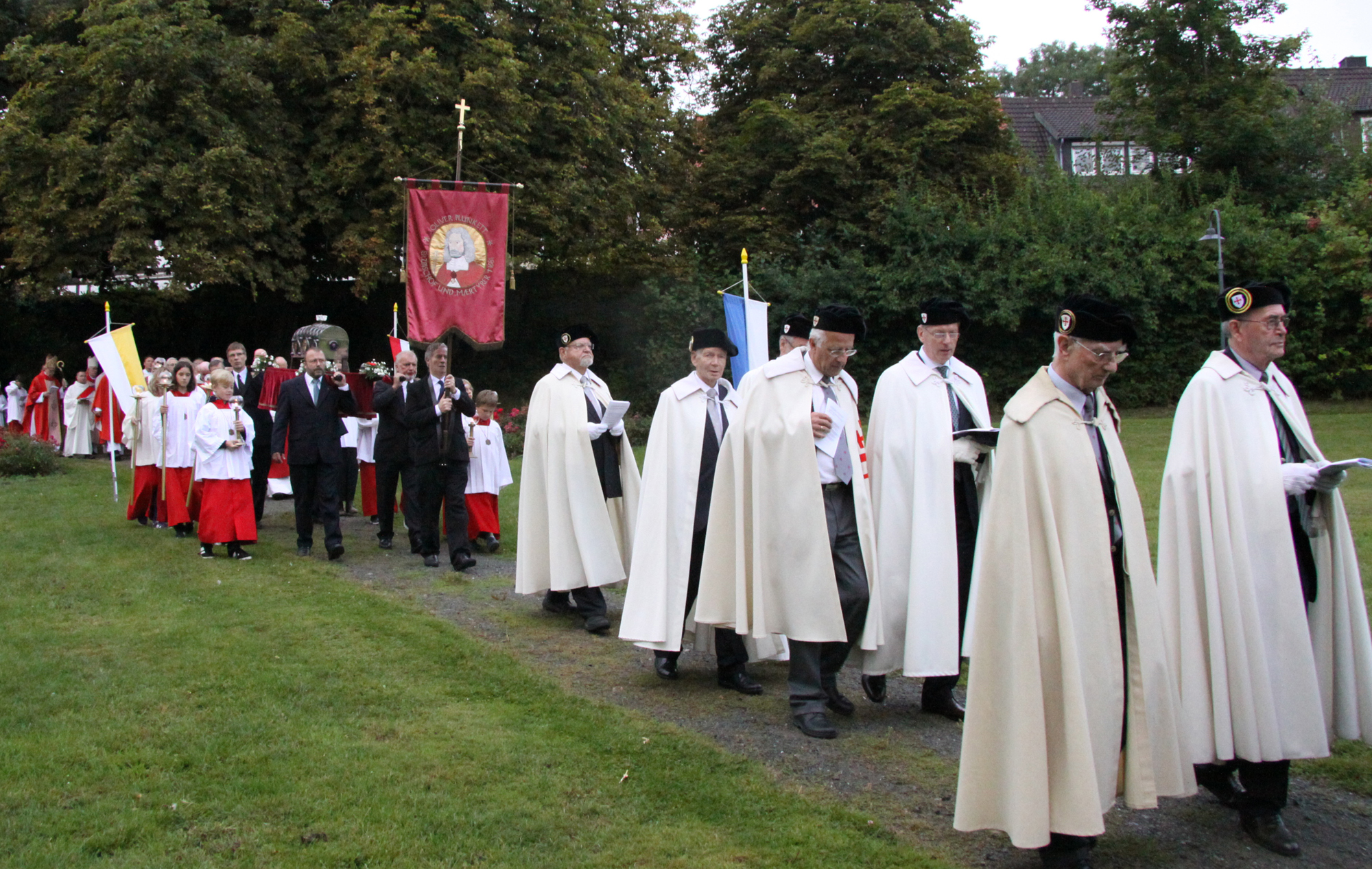
Oliver-Prozession mit dem irischen Primas Kardinal Brady und dem Hildesheimer Bischof Norbert Trelle in Lamspringe, 2013

Die Nutzung der Kirche erfolgt heute durch die katholische, zum Bistum Hildesheim gehörende Pfarrgemeinde Mariä Himmelfahrt mit Sitz in Bad Gandersheim.
Heute finden in den Klostergebäuden regelmäßig Veranstaltungen statt. Seit 1989 gibt es im gesamten Monat September die Reihe „Lamspringer September“ mit überregionalen Veranstaltungen aus den verschiedensten Bereichen der Kultur und des künstlerischen Entertainments. Seit 2003 findet der „Philosophische Salon“ im 12-Monatszimmer des Klosters statt. Eine jährliche Veranstaltung in der früheren Klosterkirche ist am letzten August-Wochenende die Wallfahrt zum Fest des Heiligen Oliver Plunkett, bei dem Reliquien von einem Teil seiner Gebeine in einem Schrein durch die Straßen von Lamspringe getragen werden.